# 大橋彩香
大橋 彩香（おおはし あやか、1994年9月13日 - ）は、日本の女性声優、歌手、ドラマー。
埼玉県浦和市（現さいたま市）出生、東京都出身。ホリプロインターナショナル（事務所）、ランティス（レコードレーベル）に所属。

## 経歴
埼玉県浦和市（現・さいたま市）で生まれ過ごし、その後東京都に転居する。そのため埼玉に関してはあまり話せることはなく、また「ほとんど東京育ち」という理由でオーディション時から東京都を出身地としている。もとは子役タレントとして劇団に所属し、舞台や教育テレビ、民放のテレビドラマなどに出演。2001年から小学校卒業まで活動し、中学時代は芸能活動をしていなかった。
声優になろうと決意したのは小学生の頃に劇団で受けた期間限定の声優レッスンがきっかけである。テレビアニメ『BLEACH』も声優になりたいと思うきっかけと語っている。その時は原作の『BLEACH』がきっかけで週刊少年ジャンプの連載漫画系に熱中し、その次にアニメに行き、アニメで最初に好きになったのは『機動戦士ガンダムSEED』だった。
2011年、ホリプロタレントスカウトキャラバン次世代声優アーティストオーディションにおいて、ファイナリストに残る。その後、ホリプロに所属。2012年、テレビアニメ『アマガミSS+ plus』第10話で「実行委員」役を演じ、声優として初出演。また同年4月よりテレビアニメ『エウレカセブンAO』で初のレギュラー となるフレア・ブラン役を演じた。
2012年7月、ゲーム『アイドルマスター シンデレラガールズ』の島村卯月役に抜擢され、初めてのキャラクターソング収録を経験した。2015年より放送された同タイトルのテレビアニメでは、メインキャストを務め、CINDERELLA PROJECTとして活動。同作は定期的にライブ公演を展開するため、ナンバリングライブにはレギュラーメンバーとして出演している。2019〜2020年に行われたライブツアーでは、ナゴヤドーム公演と京セラドーム大阪公演にも出場した。
2012年8月、クロスメディア作品『アイカツ!』の紫吹蘭役に抜擢され、それから2020年まで8年間、4シリーズのアニメにわたって、『アイカツスターズ!』では香澄夜空役として、『アイカツフレンズ!』では明日香ミライ役として、各シリーズでメインキャストとして出演していた。『アイカツフレンズ!』では歌唱担当のユニットBEST FRIENDS!の一員としても活動していた。
2013年10月からは、ホリプロの同期で「次世代声優アーティストオーディション」の決勝で共演していた田所あずさ、木戸衣吹、山崎エリイ、MachicoらとAKIBAカルチャーズ劇場などで行われているアニメソング、ゲームソングのカバーライブイベント「Anisong Ichiban!! presented by HoriPro」に定期的に出演する。2014年からは、「ランティス祭り」、「ANIMAX MUSIX」、「Animelo Summer Live」など大型のアニソンライブイベントにも積極的に出演し、「Animelo Summer Live」にはソロ名義で2015年から7回連続出場を果たし、2022年現在も出場し続けている。
2014年8月、自ら主演するテレビアニメ『さばげぶっ!』のオープニングテーマ「YES!!」で、ランティスからアーティストデビューした。
2015年10月11日、ブシロード企画のプロジェクト『BanG Dream!(バンドリ)』のライブに登場し、ドラム担当の山吹沙綾役としてPoppin’Party結成最後の加入メンバーとなった。以降、自身のワンマンライブでもドラムパフォーマンスを披露するほか 、シブヤノオト and more FES.2021のバンド企画に参加するなど 、ドラマーとしても活躍する。
2016年3月26日、Cygamesの新作プロジェクト発表会で『ウマ娘 プリティーダービー』の制作と共に、キャストとして参加することが発表された。その後、ウオッカ役として出演することも明かされ、2018年と2021年に放送されたテレビアニメではチームスピカとして主題歌も担当した。
2016年5月18日、ファーストアルバム『起動 〜Start Up!〜』を発売。同年6月5日、初のワンマンライブ『大橋彩香ワンマンライブ2016 「Start Up!」』を開催。2017年2月からは、自身初のライブツアー『大橋彩香1stワンマンライブTOUR2017「OVERSTEP!!」』も開催した。
2017年4月9日、自身初のラジオ冠番組『大橋彩香のAny Beat!』が文化放送にて放送開始。
2018年4月7日、パシフィコ横浜 国立大ホールで開催される『大橋彩香 Special Live 2018 〜PROGRESS〜』のチケット発売が開始10分で完売した。WEB版大手新聞や芸能スポーツ各社に記載される。
2018年7月、オフィシャルファンクラブ「BIG BLIDGE FAMILY」を設立。
2018年12月、ANiUTa AWARD 2018にて「NOISY LOVE POWER☆」で春アニメ主題歌部門の年間大賞を受賞。
2019年9月29日、アーティストデビュー5周年を記念したライブ『大橋彩香 5th Anniversary Live 〜 Give Me Five!!!!! 〜』がパシフィコ横浜 国立大ホールで開催された。
2020年4月よりNHKテレビの教育番組『みんなDEどーもくん!』に歌のおねえさんとしてレギュラー出演。
2021年5月1日、自身初のアリーナライブ『大橋彩香ワンマンライブ2021 〜 Our WINGS 〜』が幕張メッセイベントホールで開催された。
2022年10月、 声優デビュー10周年を記念し、オーディオブランド「Astell&Kern」とコラボした、ハイレゾ対応ポータブルUSB-DACの発売を発表。
2022年12月12日、株式会社リードより販売している、たっちぃZooにゃんこシリーズとコラボ。
2023年1月9日、大橋彩香xゲーマーズxたっちぃZooにゃんこ、ふーたそ・みらの愛猫2匹を「たっちぃZooにゃんこ（ぬいぐるみ）」化に向けて進行中の映像を自身のYouTubeチャンネルにて公開した。2023年3月12日発売。

## 人物

### 性格・特徴
明るく元気な一方で、自分を追い込んでしまう面もある。2017年のインタビューでは、浮き沈みが激しい性格であると語っている。女子校出身であったため、学生時代は男性が苦手であり、電車で男性の隣に座ることはできなかった。高校を卒業してから2022年に至るまでは男性の隣に座るのを克服できた。
左利きだが、書字と箸を持つ手は左で、それ以外は右利き。
スケジュール管理が得意。
一人っ子であり、幼少期は一人遊びが好きだった。
声優の佐伯伊織とは、家族ぐるみで交流のある幼馴染の間柄である。また、同じく声優の日高里菜とは高校時代の同級生であった。
スパゲッティが好物で、特にアーリオ・オリオ・ペペロンチーノが好き。きっかけはサイゼリヤのメニューだという。一方で生の魚介類が苦手。
酔った際のエピソードには、田所あずさ宅にて「あずさちゃん大好きなんだよおー」と言って抱きつく、その田所や木戸衣吹、MachicoらにLINE電話を発信しまくるなどがある。

### 趣味
趣味にカラオケ、アニメ鑑賞、ゲーム、音楽鑑賞、ドラム、読書（ライトノベル）、特技にドラム、ポスター巻き、透明なブックカバー付けを挙げている。ドラムに関しては、小学校5年生から学び始め、高校の頃は軽音楽部に入ってドラムとボーカルを担当する経験があった。デビュー後、自身のソロ・アーティスト活動にても楽曲のPVでドラムの腕前を披露していたが、BanG Dream!でドラムを担当する山吹沙綾役に抜擢され、Poppin' Partyの一員としてライブで演奏する など、更に人前で披露する機会が増えている。音楽はロック系が好み。また、HR/HM好きな母親の影響でヘヴィメタルも好きであり、乳児時代の子守唄がマリリン・マンソンであった。大橋自身はスリップノット、エヴァネッセンス、パパ・ローチ、リンキン・パークが好きであり、母と共にライブで観に行ったアヴリル・ラヴィーンも好きである。
アニメはギャグもの、スポーツ、バトル、ロボットものが好き。
ゲームは特に乙女ゲームを好み、プレーヤーの名は彩香に、姓は好きなキャラクターに合わせて設定し血縁関係があるように見せたり、キャラクターに罵られたりして楽しんでいる。
猫が好きで、フレア（愛称はフー）という名前の猫とミラ（愛称はミラちゃん、ミラちん）という名前の猫を飼っている。フレアの名前はテレビアニメ『エウレカセブンAO』で自身が演じたフレア・ブランからとった。

### 愛称
愛称の一つである「へごちん」は、2013年にWeb番組『五十嵐裕美のチャンネルはオープンソースでっ！』にゲスト出演した際、「頭へ ゴチン」を「頭を ヘゴチン」と読み間違えたことが由来。さらに省略されて「へご」とも呼ばれるようになった。

### 音楽
歌手としても活動しているが、小学生の頃は人前で歌うのが嫌いであった。しかし、中学生時代にアニメを見始めてからアニソンを歌いたいと思うようになり、歌っているうちにいろいろな歌手の癖を勉強して、自分の歌に少しずつ組み込むようにし、友達の前で歌って褒められた事や、アーティスト活動を始めたのをきっかけとし、克服している。音楽活動を行う中で、ファンレターに勇気づけられた。アーティストとしてのポリシーは「人に元気を届ける事」「笑顔になってもらう事」。
「シンガロン進化論」を提供したオーイシマサヨシも「まじで上手い」と認める程である。他にも、アニソン配信アプリ「ANiUTa」（アニュータ）が行う賞「ANiUTa AWARD 2018」の「2018年 春アニメ主題歌部門」を受賞する など、大きな実績を持っている程。
憧れであり、目標の人物として水樹奈々を挙げており、前述の「Anisong Ichiban!!」や自身のライブなどでカバーソングを披露している。

## 出演
太字はメインキャラクター。

### テレビアニメ
2012年
- アイカツ!（2012年 - 2016年、紫吹蘭） - 4シーズン
- アマガミSS+ plus（実行委員）
- エウレカセブンAO（フレア・ブラン）
- それいけ!アンパンマン（チビいろえんぴつ（黄色）〈2代目〉、プリンくん〈2代目〉〈第1141話〉）

2013年
- てさぐれ!部活もの（2013年 - 2015年、田中心春） - 3シリーズ
- ドキドキ!プリキュア（ランス）
- ファンタジスタドール（鵜野うずめ）
- まんがーる!（西島りんご）
- ヤマノススメ（女性客）

2014年
- アカメが斬る!（クロメ）
- ウィッチクラフトワークス（生徒）
- 健全ロボ ダイミダラー（友寄もり子）
- GO!GO!575（小林抹茶）
- さばげぶっ!（園川モモカ）
- ドラゴンコレクション（ナムール）
- ハマトラ（レイ） - 2シリーズ
- マルタの冒険（2014年 - 2017年、ウルル） - 3シリーズ

2015年
- アイドルマスター シンデレラガールズ（島村卯月、ぴにゃこら太）
- 牙狼 -紅蓮ノ月-（赫夜）
- コメット・ルシファー（フェリア）
- コンクリート・レボルティオ〜超人幻想〜（2015年 - 2016年、ジャッキー） - 2シリーズ

2016年
- アイカツスターズ!（2016年 - 2018年、香澄夜空、紫吹蘭） - 2シリーズ
- エンドライド（ファラリオン、侍女）
- フリップフラッパーズ（ヤヤカ）
- 魔法少女?なりあ☆がーるず（アイドルの魔獣）

2017年
- 政宗くんのリベンジ（2017年 - 2023年、安達垣愛姫） - 2シリーズ
- BanG Dream!（2017年 - 2022年、山吹沙綾） - 3シリーズ + 1作品
- アイドルマスター シンデレラガールズ劇場（2017年 - 2019年、島村卯月、ぴにゃこら太スライム） - 4シリーズ
- Re:CREATORS（シマザキセツナ）
- ナイツ&マジック（アデルトルート・オルター）
- ひなろじ〜from Luck & Logic〜（五六八葵）
- フューチャーカード バディファイトX（トイレの華子さん）
- プリンセス・プリンシパル（委員長）

2018年
- 牙狼〈GARO〉-VANISHING LINE-（リジー）
- ウマ娘 プリティーダービー（2018年 - 2023年、ウオッカ） - 3シリーズ
- 魔法少女 俺（卯野さき〈変身前〉）
- アイカツフレンズ!（2018年 - 2019年、明日香ミライ） - 2シリーズ
- BanG Dream! ガルパ☆ピコ（2018年 - 2022年、山吹沙綾） - 3シリーズ
- フューチャーカード 神バディファイト（帯刀サヤカ）
- 叛逆性ミリオンアーサー（輝夜）
- 聖闘士星矢 セインティア翔（2018年 - 2019年、ルミ）

2019年
- 可愛ければ変態でも好きになってくれますか?（鳳小春、ベジタリアンの飼い主）
- アイカツオンパレード!（2019年 - 2020年、紫吹蘭、香澄夜空、明日香ミライ）

2020年
- マギアレコード 魔法少女まどか☆マギカ外伝（2020年 - 2022年、秋野かえで） - 3シリーズ
- ハイキュー!! TO THE TOP（米沢まい子）
- プリンセスコネクト!Re:Dive（2020年 - 2022年、ハツネ） - 2シリーズ
- THE GOD OF HIGH SCHOOL ゴッド・オブ・ハイスクール（ユ・ミラ）
- ド級編隊エグゼロス（大河橙馬）
- うまよん（ウオッカ）
- 犬と猫どっちも飼ってると毎日たのしい（2020年 - 2021年、小さい頃の猫さま、看護師、ポチを呼ぶ人たち、モブ猫、モブ犬 他）
- 魔王城でおやすみ（ハーピィ）

2021年
- 結城友奈は勇者である ちゅるっと!（乃木若葉）
- 結城友奈は勇者である -大満開の章-（乃木若葉）

2022年
- 史上最強の大魔王、村人Aに転生する（シルフィー・メルヘヴン）
- 真・一騎当千（孫権仲謀）
- シャインポスト（松口螢〈ケイ〉）
- 聖剣伝説 Legend of Mana -The Teardrop Crystal-（カペラ、フラメシュ）

2023年
- 便利屋斎藤さん、異世界に行く（メヴェナ）
- カワイスギクライシス（羊間茜子）
- アイドルマスター シンデレラガールズ U149（島村卯月）
- BanG Dream! It's MyGO!!!!!（山吹沙綾）
- SYNDUALITY Noir（2023年 - 2024年、アンジェ） - 2シリーズ

2024年
- 最強タンクの迷宮攻略〜体力9999のレアスキル持ちタンク、勇者パーティーを追放される〜（リリア）
- 響け!ユーフォニアム3（釜屋つばめ）
- ブルーアーカイブ The Animation（黒見セリカ）
- VTuberなんだが配信切り忘れたら伝説になってた（昼寝ネコマ）
- さようなら竜生、こんにちは人生（クリスティーナ）

2025年
- ねこに転生したおじさん（てぷちゃん）

### 劇場アニメ
2010年代
- 映画 ドキドキ!プリキュア マナ結婚!!?未来につなぐ希望のドレス（2013年、ランス）
- 映画 プリキュアオールスターズNewStage2 こころのともだち（2013年、ランス）
- アイカツ！シリーズ（2014年 - 2023年、紫吹蘭） - 4作品
- 劇場版 アイカツスターズ！（2016年、香澄夜空）
- 牙狼〈GARO〉‐DIVINE FLAME‐（2016年、クリスティーナ）
- BanG Dream! FILM LIVE / 2nd Stage（2019年 - 2021年、山吹沙綾） - 2作品

2020年代
- 劇場版 BanG Dream! Episode of Roselia I：約束（2021年、山吹沙綾）
- 劇場版 BanG Dream! ぽっぴん'どりーむ!（2022年、山吹沙綾）
- ガディガルズ（2022年）
- 特別編 響け！ユーフォニアム〜アンサンブルコンテスト〜（2023年、釜屋つばめ）
- BLOODY ESCAPE -地獄の逃走劇-（2024年、エクア）

### OVA
2010年代
- エウレカセブンAO -ユングフラウの花々たち-（2012年、フレア・ブラン）
- 政宗くんのリベンジ（2018年、安達垣愛姫） - コミックス第10巻OAD付き特装版
- ウマ娘 プリティーダービー BNWの誓い（2018年、ウオッカ）
- 一騎当千 Western Wolves（2019年、孫権仲謀）

2020年代
- うまよん（2021年、ウオッカ） - Blu-ray BOX新作ショートアニメ

### Webアニメ
2010年代
- エウレカセブンAO「ロード・ドント・スロー・ミー・ダウン」（2017年、フレア）
- アイドルマスター シンデレラガールズ劇場 火曜シンデレラシアター / Extra Stage（2017年 - 2020年、島村卯月、ぴにゃこら太） - 2シリーズ
- ファイトリーグ ギア・ガジェット・ジェネレーターズ（2019年、カラビナ・フィックス）

2020年代
- ゲーム『ウマ娘 プリティーダービー』1st Anniversary Special Animation（2022年、ウオッカ）
- ブルーアーカイブ 1.5周年記念ショートアニメーション（2022年、黒見セリカ）
- CINDERELLA GIRLS 10th Anniversary Celebration Animation ETERNITY MEMORIES（2022年、島村卯月）
- うまゆる（2022年、ウオッカ）
- しんでゅありてぃ科学講座（2023年、アンジェ）
- さようなら竜生、こんにちは人生 〜ようこそ、ベルン村へ！〜（2024年、クリスティーナ）

### ゲーム
2012年
- EUREKA SEVEN AO ATTACK THE LEGEND（フレア・ブラン）
- アイカツ！ シリーズ（2012年 - 2015年、紫吹蘭） - 5作品
- アイドルマスターシリーズ（2012年 - 2025年、島村卯月、ぴにゃこら太） - 14作品

2013年
- Wake Up, Girls! ステージの天使（八神涼華）
- 神撃のバハムート（フェリア、フロストデビル）
- ファンタジスタドール ガールズロワイヤル（鵜野うずめ）
- フェアリーフェンサー エフ（果林）
- 嫁コレ（大橋彩香、鵜野うずめ）

2014年
- うた組み575（小林抹茶）
- グランブルーファンタジー（2014年 - 2021年、島村卯月、ぴにゃこら太 / 六地蔵 / 秘丹弥虚羅多尊像 / 黒い翼の生物 / ゴールデンぴにゃこら太）
- 猫さばいばー!（れい、イングリート）
- 箱庭のフォルクローレ（アリス）
- 巫女の社（八咫安祐美）

2015年
- ウチの姫さまがいちばんカワイイ（カグヤ・フルムーン）
- 音速少女隊 -Photon Angels-（カズキ）
- シューティングガール（FR-F2）
- 戦え!プリンセスドール（月島ひなの）
- ツンデレ彼女（ERIKA）
- VALKYRIE DRIVE -SIREN-（如月刹那）
- フェアリーフェンサー エフ ADVENT DARK FORCE（果林）
- プリンセスコネクト!（柏崎初音、島村卯月、ぴにゃこら太）
- ミラクルガールズフェスティバル（田中心春、小林抹茶）
- メイQノ地下ニ死ス（エストラ）
- ルミナスアーク インフィニティ（ラナ）
- ロイヤルフラッシュヒーローズ（ルーイン、オレイル）

2016年
- アイカツスターズ！（2016年 - 2017年、香澄夜空、紫吹蘭）
- アイカツスターズ! Myスペシャルアピール（香澄夜空）
- アイカツ! フォトonステージ!!（紫吹蘭、香澄夜空）
- あんさんぶるガールズ!!（羽森つばさ）
- 逆転オセロニア（ジャンヌ・ダルク）
- クロバラノワルキューレ Black Rose Valkyrie（クー＝フランソン）
- 激突!クラッシュファイト（ロビンフッド）
- 消滅都市2（ヤヨイ）
- 真空管ドールズ（クレータードール）
- 世界樹の迷宮V 長き神話の果て
- チェインクロニクル 3 / 第4部-新世界の呼び声-（2016年 - 2022年、エシャル、エバノ、ヴィニア、ゼペレ）
- テイルズ オブ アスタリア（島村卯月）
- 弩龍戦機（葉山マリー）
- ブレイブソード×ブレイズソウル（メイプルシャフト）
- リーリヤのおともだち（れい）
- りっく☆じあ〜す（豊川かるら、新町かんな、10式戦車、 富士御幸）
- 編隊少女 -フォーメーションガールズ-（アレスター・エア）
- クイズRPG 魔法使いと黒猫のウィズ（クレティア・ブライユ）

2017年
- オルタンシア・サーガ -蒼の騎士団-（アンジェリカ）
- てさぐれ！ゲームもの（田中心春）
- ルナプリ from 天使帝國（シャルダン）
- バンドリ！ガールズバンドパーティ！（2017年 - 2024年、山吹沙綾）
- 結城友奈は勇者である 花結いのきらめき（2017年 - 2022年、乃木若葉）
- Shadowverse（2017年 - 2021年、スノーホワイトプリンセス、ヒッポグリフの乗り手、歌劇姫・フェリア、ぴにゃこら太 / 金ぴにゃこら太、島村卯月）
- Q＆Qアンサーズ（シャル）
- マギアレコード 魔法少女まどか☆マギカ外伝（2017年 - 2022年、秋野かえで）

2018年
- CARAVAN STORIES（ミリア）
- 8 beat Story♪（空乃かなで）
- プリンセスコネクト！Re:Dive（2018年 - 2024年、ハツネ / 柏崎初音、ウヅキ / 島村卯月、ぴにゃこら太）
- データカードダス アイカツフレンズ！（明日香ミライ、紫吹蘭、香澄夜空）
- 崩壊3rd（エジソン）
- アズールレーン（鳥海、Z35）
- ブラウンダスト（ヘレナ）
- キュイディメ（鯛焼き）
- ドラガリアロスト（メロディ）
- ファイナルファンタジー ブレイブエクスヴィアス（リド）
- テイルズ オブ ザ レイズ（島村卯月）
- あかねさす少女（八戸ハジメ）

2019年
- EVE rebirth terror（桐野杏子）
- エンゲージプリンセス〜眠れる姫君と夢の魔法使い〜（マドレーヌ）
- 伝説対決 -Arena of Valor-（愛理）
- ヴァルキリーコネクト（2019年 - 2021年、救世の変革者ソティラシア、海兵少女エルサ、幻灯少女エレナ、純白魔女アウズ）
- クラッシュフィーバー 香港・台湾・マカオ版（楊戩）
- 剣と天秤のディテクタシー（カレン）
- 非人類学園 Extraordinary Ones（カニ子）
- アークナイツ（アンジェリーナ）
- モンスターストライク（ハイビスカス）
- かんぱに☆ガールズ（ベランジェール・バレ）
- 蒼藍の誓い ブルーオース（瑞鳳、タスカルーサ）
- データカードダス アイカツオンパレード！（紫吹蘭、香澄夜空、明日香ミライ）
- 東方キャノンボール（ルーミア）
- アークオーダー（ビビアン）
- スーパーロボット大戦X-Ω（ウヅキ・シマムラ）

2020年
- 一騎当千 エクストラバースト（孫権仲謀）
- エコーズオブパンドラ（アリタ）
- THE KING OF FIGHTERS ALLSTAR（プリティー・キム）
- 少女☆歌劇 レヴュースタァライト -Re LIVE-（山吹沙綾）
- 放置少女（小野小町、星熊童子）
- ヒーローカンターレ（聖戦 ユ・ミラ）
- きららファンタジア（2020年 - 2022年、サンストーン）

2021年
- ひめがみ神楽（ハチ、孫悟空、カーマ）
- ブルーアーカイブ -Blue Archive-（2021年 - 2024年、黒見セリカ）
- ウマ娘 プリティーダービー（2021年 - 2024年、ウオッカ）
- 白猫プロジェクト（アリアシカ）
- スーパーロボット大戦30（アデルトルート・オルター）
- セブンナイツ2（セレナ）
- アーテリーギア -機動戦姫-（ニオ、グレース）
- エピックセブン（ライカ）

2022年
- ミコノート はれときどきけがれ（水無瀬トラコ）
- プリコネ！グランドマスターズ（ハツネ）
- EVE ghost enemies（桐野杏子）
- コードギアス 反逆のルルーシュ ロストストーリーズ（2022年 - 2024年、主人公〈女〉〈マーヤ・ディゼル〉）
- カウンターサイド（ドラコ）
- フェアリーフェンサー エフ Refrain Chord（果林）
- ユアマジェスティ（ラキ）

2023年
- メメントモリ（ルサールカ）
- 無期迷途（マンティス）

2024年
- BLUE PROTOCOL（ララフォルテ）
- 東方スペルカーニバル（東風谷早苗）
- 原神（イアンサ）
- World of Warships: Legends（黒見セリカ）
- ファミコン探偵倶楽部 笑み男（森本めぐみ）
- ウマ娘 プリティーダービー 熱血ハチャメチャ大感謝祭!（ウオッカ）

2025年
- 魔法少女まどか☆マギカ Magia Exedra（秋野かえで）
- シャインポスト Be Your アイドル!（螢）

### 吹き替え
映画
- ムルゲ 王朝の怪物（2020年、ミョン〈イ・ヘリ〉）
- デュー あの時の君とボク（2021年、リウ〈ダリサ・カーンポ〉）
- チップとデールの大作戦 レスキュー・レンジャーズ（2022年、エリー〈キキ・レイン〉）
- グリーン・ナイト（2023年、エセル、レディ・ベルティラック〈アリシア・ヴィキャンデル〉）
- 流転の地球 -太陽系脱出計画-（2024年、トゥー・ヤーヤー〈王若熹〉）
- スパイダー/増殖（2024年、リラ〈ソフィア・ルサーフル〉）
- プロジェクト・サイレンス（2025年、チャ・ギョンミン〈キム・スアン〉）

ドラマ
- 愛はビューティフル、人生はワンダフル（2021年、キム・チョンア〈ソル・イナ〉）
- 哲仁王后〜俺がクイーン!?（2022年、チョ・ファジン〈ソル・イナ〉）

アニメ
- ナッツジョブ リバティパーク奪還作戦!!（2020年、ヘザー）
- アグリードール（2020年、マンディ）
- ミューン 月の守護者の伝説（2022年、ミューン）
- パフィンの小さな島（2025年、マーヴィン）

### ドラマCD
2013年
- アイドルマスター シンデレラガールズ シリーズ（島村卯月）
- スターマイン（2013年 - 2014年、星野牧乃） - コミックス4・5巻ドラマCD付き特装版

2014年
- 魔法少女育成計画 in Dreamland（カラミティ・メアリ）

2015年
- 執事様のお気に入り（楠真琴）

2016年
- 兄友（七瀬まい） -花とゆめ 2016年19号付録ドラマCD
- 銀のニーナ（ニーナ）
- 出番ですよ! カグヤさま（カグヤ）※第2巻ドラマCD付き限定特装版
- 乃木若葉は勇者である Vol.1 - 2（乃木若葉）

2017年
- ウマ娘 プリティーダービー STARTING GATE 03（ウオッカ）
- 夏目友人帳ドラマCD夏目音戯帳（時代劇の姫）

2018年
- プリンセスコネクト！Re:Dive PRICONNE CHARACTER SONG（2018年 - 2020年、ハツネ） - 第4弾・第15弾
- 大国チートなら異世界征服も楽勝ですよ?（パオラ・ハルバート）※オーディオドラマのCD化

2019年
- ときのそら「Dreaming」オリジナルボイスドラマ ときのそらの休日〜脱出ゲーム編〜（冬河茉莉）

2022年
- “自称”超能力少女・三船ユリ（長南ウララ）

### ラジオドラマ
- Pizza Hut × アイカツ!オリジナルWEBラジオ 午後はいちいちいちご気分!出張版 第2回（2014年、紫吹蘭）
- 白間美瑠のサクラバシ919「ユアマジェスティ ボイスドラマ」（2022年、ラキ、ラジオ大阪）
- 青春アドベンチャー（NHK-FM）
  - 『ナカスイ！ -海なし県の水産高校-』（2025年7月21日 - 8月1日、原作：村崎なぎこ）[229] - 大和かさね 役[230]

### デジタルコミック
- コミック版 BanG Dream!（2020年、山吹沙綾[231]）
- ギャルゲーマーに褒められたい（2022年 - 2023年、鈴木莉音[232][233]）
- 夜伽の双子－贄姫は二人の王子に愛される－（2023年、ヒルマ[234]）
- モブ顔令嬢～乙女ゲー世界の悪役令嬢に転生したのにどうしてこうなった～（2023年、サンドレイン・ローゼンベルグ[235]）

### 映像商品
2012年
- ラジオ アイドルマスター シンデレラガールズ『デレラジ』DVD Vol.1 - Vol.10（2012年 - 2017年）

2013年
- HiBiKi Radio Station × THE IDOLM@STER 春のP祭り

2014年
- THE IDOLM@STER 8th ANNIVERSARY HOP! STEP!! FESTIV@L!!! @MAKUHARI0922
- THE IDOLM@STER M@STERS OF IDOL WORLD!!2014
- THE IDOLM@STER CINDERELLA GIRLS 1stLIVE WONDERFUL M@GIC!!
- 声優ゆめ日記〜大橋彩香〜

2015年
- Animelo Summer Live 2014 -ONENESS- 8.30
- THE IDOLM@STER CINDERELLA GIRLS 2ndLIVE PARTY M@GIC!!

2016年
- Animelo Summer Live 2015 -THE GATE- 8.29、8.30
- てさぐれ! 部活もの 番外編「てさぐれ! 旅もの」その1 - その4（2016年 - 2020年）
- THE IDOLM@STER M@STER OF IDOL WORLD!!2015 Live Blu-ray
- THE IDOLM@STER CINDERELLA GIRLS 3rdLIVE シンデレラの舞踏会 -Power of Smile- Blu-ray

2017年
- Animelo Summer Live 2016 -刻TOKI- 8.26、8.27
- THE IDOLM@STER CINDERELLA GIRLS 4thLIVE TriCastle Story

2018年
- Animelo Summer Live 2017 -THE CARD- 8.25
- アイドルマスター シンデレラガールズ小劇場 第1巻
- Poppin’Party 2015-2017 LIVE BEST
- THE IDOLM@STER CINDERELLA GIRLS 5thLIVE TOUR Serendipity Parade!!!＠OSAKA
- THE IDOLM@STER CINDERELLA GIRLS 5thLIVE TOUR Serendipity Parade!!!@SAITAMA SUPER ARENA

2019年
- アイカツ!シリーズ 5thフェスティバル!! 
- Animelo Summer Live 2018 "OK!" 08.24、08.25
- THE IDOLM@STER CINDERELLA GIRLS 6thLIVE MERRY-GO-ROUNDOME!!!
- BanG Dream! 6th☆LIVE

2020年
- Animelo Summer Live 2019 -STORY- DAY1、DAY2、DAY3
- TOKYO MX presents「BanG Dream! 7th☆LIVE」 DAY3：Poppin'Party「Jumpin' Music♪」
- THE IDOLM@STER CINDERELLA GIRLS 7thLIVE TOUR Special 3chord♪ Funky Dancing! ＠NAGOYA DOME
- THE IDOLM@STER CINDERELLA GIRLS 7thLIVE TOUR Special 3chord♪ Glowing Rock! @KYOCERA DOME OSAKA
- バンダイナムコエンターテインメントフェスティバル 2days LIVE Blu-ray（アイドルマスター シンデレラガールズとして出演）

2021年
- THE IDOLM@STER CINDERELLA GIRLS Live Broadcast 24magic 〜シンデレラたちの24時間生放送！〜
- Poppin'Party×SILENT SIREN対バンライブ「NO GIRL NO CRY」atメットライフドーム

2022年
- BanG Dream! 8th☆LIVE「Breakthrough!」 ※Poppin’Party「ぽっぴん'どりーむ！」Blu-ray付生産限定盤に収録
- Animelo Summer Live 2021 -COLORS- 8.27
- BanG Dream! 9th☆LIVE COMPLETE BOX
- ウマ娘 プリティーダービー 2nd EVENT Sound Fanfare！ Blu-ray
- ウマ娘 プリティーダービー 3rd EVENT WINNING DREAM STAGE Blu-ray
- THE IDOLM@STER CINDERELLA GIRLS 10th ANNIVERSARY M@GICAL WONDERLAND TOUR!!! MerryMaerchen Land & Celebration Land

### ラジオ
※はインターネット配信。
- ゴチャ・まぜっ!火曜日（2012年 - 2014年、MBSラジオ[270]）
- 田所あずさ・大橋彩香のラジオ ハジメテオ（2012年[注 2]、超!A&G+※）
- デレラジ[271]（2012年[注 3] - 2014年[注 4]、HiBiKi Radio Station※・ニコニコ生放送※）
- M＠N☆GIRL!のラジオDEまんがーる!（2013年、超!A&G+※）
- ファンタジスタトーク（2013年、HiBiKi Radio Station※[272]・音泉※[273]）
- てさぐれ!ラジオもの（2013年 - 2014年、日テレオンデマンド※・ニコニコ動画※[274]）
- 嫁コレPRESENTS「あやりえの花嫁はじめました!」（2014年、アニメイトTV※）
- あどりぶ（2014年 - 2020年、超!A&G+※・ニコニコ動画※）
- NECパーソナルコンピュータプレゼンツ デジタル生活応援!121ラジオ（2014年 - 2017年、音泉※[275]）
- デレラジA（2015年 - 2016年、HiBiKi Radio Station※・ニコニコ生放送※[276]）
- てさぐれ!ラジオもの すぴんおふ（2015年、日テレオンデマンド※・ニコニコ動画※[274]）
- 坂上みきのエンタメgo!go!（2015年、ラジオ日本）
- デレラジ☆（2016年 - 2017年、HiBiKi Radio Station※・ニコニコ生放送※[277]）[注 5]
- ラジオ「政宗くんのリベンジ」〜あやか・いのりのラジオは豚足の始まり〜（2016年 - 2017年、音泉※[278]）
- バンドリ!ポッピンラジオ!（2016年 - 、ラジオ大阪・HiBiKi Radio Station※）
- 大橋彩香のわがまま Music Pad（2016年 - 2017年、超!A&G+※[279]）
- 大橋彩香のAny Beat!（2017年 - 2023年、文化放送・超!A&G+※）
- TS ONE UNITED 大橋彩香のNOISY LOVE HOUR☆（2018年、TS ONE[280]）
- 村川梨衣と大橋彩香のアニラジアワード・グランプリ!（2018年、ラジオ大阪・AG-ON Premium※・音泉※・HiBiKi Radio Station※）[281]
- 「政宗くんのリベンジR」〜あやか・いのりのラジオは豚足の始まりリターンズ〜（2023年、音泉[282]）
- 興味、関心、無。（2025年 - 、HiBiKi Radio Station※・YouTube※[283]）

### ラジオCD
- ラジオCD「ファンタジスタトーク」vol.1 - 2（2013年 - 2014年）
- あどりぶ DJCD vol.1 - vol.10（2014年 - 2018年）
- エンドラジオ!! 〜美山&大橋のエンドラ冒険譚〜（2016年 - 2017年、アニメBlu-ray/DVD特典）
- ラジオCD「政宗くんのリベンジ」〜あやか・いのりのラジオは豚足の始まり〜 vol.1（2017年）
- ラジオCD「結城友奈は勇者である 勇者部活動報告〜大ラジオの章〜」（2022年）

### ナレーション
※はインターネット配信。
- アニメマシテ（2015年6月8日 - 6月30日、テレビ東京）
- オタカル最前線（2016年8月31日・2017年4月30日、フジテレビ）
- バナナマンのドライブスリー（2019年10月23日、テレビ朝日系）
- 蛙亭もういっちょ（2020年3月20日・5月1日、テレビ朝日運営のYouTubeチャンネル「もういっちょTV」※）
- やべっちスタジアム（2021年3月7日・9月19日、DAZN※）
- 会長。亀田興毅〜亀の恩返し〜（2021年9月4日、YouTubeチャンネル「亀田興毅×亀田大毅の3150チャンネル」※）[284]
- かまいガチ（2021年11月19日、テレビ朝日系）[285]

### テレビ番組
※はインターネット配信。
- ことばあ!（2002年4月 - 2003年3月、NHK教育テレビ）
- はじめてのこくご ことばあ!（2003年4月 - 2008年3月、NHK教育テレビ）[286][287]
- 双方向クイズ 天下統一（2013年9月7日・2014年2月1日、NHK総合テレビ）
- アニメロライ部!（2014年4月4日 - 10月10日、ニコニコ生放送※）
- アニソンCLUB!-i（2015年1月8日 - 2016年12月23日、TOKYO MX）[288] - 新田恵海と共に司会
- リスアニ!TV『リスアニ!HOPE・大橋彩香のヒトリニナリタイ』（2015年12月、M-ON・TOKYO MX）
- あやかのあやかによるあやかのためのニコ生「あやかRe!」[289]（2016年5月26日 - 2016年10月27日、ニコニコ生放送※）
- 大橋彩香のへごまわし!（2016年11月26日 - 2021年10月11日、ニコニコ生放送※）[290]
- 本物のお嬢様は誰だ?!お嬢様格付けチェック（2017年1月7日 - 3月25日、AT-X）
- 月刊ブシロードTV with BanG Dream!（2017年2月2日 - 6月29日、TOKYO MX）
- Abema Game 9 アゲナイッ! チューズデー（2018年1月23日 - 4月10日、AbemaTV※）
- バンドリ!TV（2018年4月19日・2019年6月6日 - 6月13日、TOKYO MX）
- アニ☆ステ（2018年11月、TOKYO MX）
- アニラン!〜週末アニメランキング〜（2019年6月14日 - 6月21日、TOKYO MX）[291][292]
- promo-X（2019年8月8日 - 2025年2月25日、AT-X）[293]
- アニメロサマーライブ2019〜アニソン!プレミアム!〜Vol.3（2019年12月15日、NHK BSプレミアム） - ナレーション・副音声
- バンドリ!TV LIVE（2020年 - 、YouTubeチャンネル「バンドリちゃんねる☆」※）[294][295][296][297]
- みんなDEどーもくん!（2020年4月12日 - 、NHK BSプレミアム→NHK Eテレ）
- 大橋彩香とカグラナナのおはななし!（2020年10月28日 - 2021年10月21日、ニコニコ生放送※）
- ぽぴばん!〜ぽぴぱのばんぐみ〜（2021年1月 - 、YouTubeチャンネル「バンドリちゃんねる☆」※）[298][299]
- お願い!ランキング（2021年2月22日 - 、テレビ朝日）[300] - おねがいニジョウ 役
- アニソン・アンプラグド（2021年9月25日、BSフジ）[301] - アニソンバーの店長
- DTM LAB（2022年5月 - 、YouTubeチャンネル「DTM LAB by raytrek」※）[302]
- さんま御殿 3時間SP 国民的声優!ルパン&ポケモン&ウマ娘! 元白鵬関&阿部一二三（2022年12月20日、日本テレビ）

### テレビドラマ
- 日本の、これから 人口減少社会（第二夜）縮む日本どう生きますか（第1部）近未来ドラマ 人口減少社会 幸福2020 （2005年6月25日）[303]
- 女王の教室 エピソード2・悪魔降臨（2006年、日本テレビ系）大原彩 役
- 土曜ワイド劇場「終着駅シリーズ20 砂漠の喫茶店」（2006年、テレビ朝日系）門井純子（少女期） 役

### 実写映画
- ハケンアニメ!（2022年5月20日） - 声優役、劇中アニメ「運命戦線リデルライト」悠樹役の声の出演[304]

### 舞台
- 劇団天人菊「3月めらんこりぃー」（2013年3月18日・20日、新宿・シアターブラッツ）

### 朗読劇
- ヒア・カムズ・ザ・サン（2016年4月16日・17日、DMM VR THEATER） - カオル 役[注 6][305]
- 声の優れた俳優によるドラマリーディング日本文学名作選 vol.5 「銀河鉄道の夜」（2017年10月19日・20日、TOKYO FM HALL）[306]
- 朗読劇「三国志」〜誓いの調べ〜（2021年12月5日、Zepp Haneda） - 撫子 役[307]
- 朗読劇「君の小説に登場する僕は」（2022年5月7日〈2公演〉、TOKYO FMホール）[308][309]
- 朗読劇「星降る街」（2022年7月9日、大手町三井ホール） - 真央 役[310]
- 朗読劇「”自称”超能力少女三船ユリ」（2022年7月10日〈2公演〉、東京証券会館ホール） - 長南ウララ 役[311]
- 朗読劇「ドラキュラ」（2022年8月19日、TOKYO FMホール） - ミナ 役[312]
- アニマックス朗読劇「ハニーレモンソーダ」（2022年9月7日、ヒューリックホール東京） - 石森羽花 役[313]
- 朗読劇「ネコたん！〜猫町怪異奇譚〜」（2024年5月19日、あうるすぽっと） - 財部梨杏 役[314]
- 朗読劇「カラフル」（2024年11月7日-10日、CBGKシブゲキ）- 桑原ひろか 役

### その他コンテンツ
- LINEスタンプ『アイドルマスター シンデレラガールズ2』（2015年、島村卯月）
- スマートフォンアプリ「Yahoo!カーナビ」 きせかえボイス・アイドルマスター シンデレラガールズ（2017年、島村卯月[315]）
- スニッカーズ「#スニッカーズの写真ツイートでシンデレラガールズからリプが届くかも!?略して #スニリプ」キャンペーン（2017年、島村卯月[316]）
- パチンコ『CR萌え萌え大戦争 ぱちんこば〜んFPS』（2017年、ナビィ）
- VOCALOID MATCHA（2017年）
- mora ハイレゾPRアーティスト（2018年）[317]
- ANiUTa マンスリーアーティスト（2019年7月）[318]
- へごまちころいぶき Collabo Cafe at STELLAMAP CAFE（2021年10月5日 - 10月31日）[319]
- PV『わたしが恋人になれるわけないじゃん、ムリムリ!（※ムリじゃなかった!?）』（2021年、甘織れな子[320]）
- 総務省『鷹の爪団の #NoHeartNoSNS 大作戦』キャンペーン（2021年、ハートきゅん[321]）
- キャラクタープロジェクト『swing,sing』（2022年 - 、天羽友梨）
- PV『閉月花』（2022年、チェ・ヨリ[322]）
- アユート ポータブルUSB-DAC『AK HC2 Ayaka Ohashi Edition』（2022年、デザイン監修）[323]
- おしゃべりだっこ ぴにゃこら太（2023年、ぴにゃこら太[324]）
- さようなら竜生、こんにちは人生 ボイスドラマ（2024年、クリスティーナ）
- 「コードギアス」コラボナイター 始球式・場内アナウンス（2024年5月24日、ベルーナドーム[325]）
- スマスロ マギアレコード 魔法少女まどか☆マギカ外伝（2025年、秋野かえで）
- e マギアレコード 魔法少女まどか☆マギカ外伝（2025年、秋野かえで）

## ディスコグラフィ

### シングル
CD+BD/DVDの場合は【彩香盤】、CDのみの場合は『ワガママMIRROR HEART』以降、『犬と猫と彩香』を除いて、タイアップ先の担当キャラから【（キャラ名）盤】となっている。
|           | 発売日         | タイトル             | 規格品番   | 規格品番   | オリコン 最高位 |
| CD+BD/DVD | 発売日         | タイトル             | CD         |            | オリコン 最高位 |
| --------- | -------------- | -------------------- | ---------- | ---------- | --------------- |
| 1st       | 2014年8月6日   | YES!!                | LACM-14264 | LACM-14265 | 35位            |
| 2nd       | 2015年2月25日  | ENERGY☆SMILE         | LACM-14313 | LACM-14314 | 37位            |
| 3rd       | 2015年11月11日 | おしえてブルースカイ | LACM-14417 | LACM-14418 | 33位            |
| 4th       | 2015年12月9日  | ヒトツニナリタイ     | LACM-14428 | LACM-14429 | 36位            |
| 5th       | 2017年1月18日  | ワガママMIRROR HEART | LACM-14562 | LACM-14563 | 17位            |
| 6th       | 2017年8月2日   | ユー&アイ            | LACM-14643 | LACM-14644 | 29位            |
| 7th       | 2018年4月18日  | NOISY LOVE POWER☆    | LACM-14738 | LACM-14739 | 21位            |
| 8th       | 2018年11月21日 | ハイライト           | LACM-14814 | LACM-14815 | 35位            |
| 9th       | 2019年8月6日   | ダイスキ。           | LACM-14889 | LACM-14890 | 17位            |
| 10th      | 2021年1月13日  | 犬と猫と彩香         | LACM-24073 | LACM-24074 | 21位            |
| 11th      | 2022年4月27日  | Be My Friend!!!      | LACM-24237 | LACM-24238 | 32位            |
| 12th      | 2023年7月26日  | Please, please!      | LACM-34369 | LACM-24369 | 27位            |

#### 配信限定シングル
|     | 発売日        | タイトル                                | 備考                                            |
| --- | ------------- | --------------------------------------- | ----------------------------------------------- |
| 1st | 2019年5月15日 | Give Me Five!!!!! 〜Thanks my family♡〜 | 9月29日にCDパッケージ化され、ライブ会場にて販売 |
| 2nd | 2021年8月4日  | #HASHTAG ME                             | 大橋彩香 a.k.a HASSY 名義                       |

### アルバム

#### オリジナルアルバム
|       | 発売日         | タイトル           | 規格品番   | 規格品番   | 規格品番   | オリコン 最高位 |
| CD+BD | 発売日         | タイトル           | CD+DVD     | CD         |            | オリコン 最高位 |
| ----- | -------------- | ------------------ | ---------- | ---------- | ---------- | --------------- |
| 1st   | 2016年5月18日  | 起動 〜Start Up!〜 | LACA-35543 | LACA-35544 | LACA-15543 | 14位            |
| 2nd   | 2018年5月23日  | PROGRESS           | LACA-35719 |            | LACA-15719 | 24位            |
| 3rd   | 2020年12月16日 | WINGS              | LACA-35850 | LACA-15850 | 24位       |                 |
| 4th   | 2024年3月27日  | Reflection         | LACA-35084 | LACA-25084 | 51位       |                 |

#### ベストアルバム
|                | 発売日       | タイトル    | 規格品番 | 規格品番 | オリコン 最高位 |
| 完全生産限定盤 | 発売日       | タイトル    | 通常版   |          | オリコン 最高位 |
| -------------- | ------------ | ----------- | -------- | -------- | --------------- |
| 1st            | 2025年8月6日 | 彩-irodori- |          |          |                 |

#### アコースティックアルバム
|     | 発売日         | タイトル | 規格品番   | オリコン 最高位 |
| --- | -------------- | -------- | ---------- | --------------- |
| 1st | 2021年12月22日 | Lumière  | LACA-15924 | 107位           |
| 2nd | 2022年4月27日  | Étoile   | LACA-15949 | 66位            |

#### ライブアルバム
|     | 発売日        | タイトル                                        | 規格品番   | オリコン 最高位 |
| --- | ------------- | ----------------------------------------------- | ---------- | --------------- |
| 1st | 2023年1月11日 | 大橋彩香 1st Acoustic Live「Lumière et Étoile」 | LACA-25033 | 130位           |

### ライブ映像
|     | 発売日         | タイトル                                                                   | 規格品番  |
| --- | -------------- | -------------------------------------------------------------------------- | --------- |
| 1st | 2017年1月11日  | 大橋彩香 1st LIVE Start Up! LIVE BD                                        | LABX-8192 |
| 2nd | 2019年1月9日   | 大橋彩香 Special Live 2018 〜 PROGRESS 〜 Blu-ray Disc                     | LABX-8316 |
| 3rd | 2020年7月22日  | 大橋彩香 5th Anniversary Live 〜 Give Me Five!!!!! 〜 at PACIFICO YOKOHAMA | LABX-8439 |
| 4th | 2021年11月24日 | 大橋彩香 ワンマンライブ2021〜Our WINGS〜 at 幕張メッセイベントホール       | LABX-8508 |

### タイアップ曲
| 楽曲                     | タイアップ                                                                   | 時期   |
| ------------------------ | ---------------------------------------------------------------------------- | ------ |
| YES!!                    | テレビアニメ『さばげぶっ！』オープニングテーマ                               | 2014年 |
| おしえてブルースカイ     | テレビアニメ『コメット・ルシファー』エンディングテーマ                       | 2015年 |
| 裸足のままでもこわくない | テレビアニメ『コメット・ルシファー』エンディングテーマ                       | 2015年 |
| ヒトツニナリタイ         | テレビアニメ『コメット・ルシファー』エンディングテーマ                       | 2015年 |
| ワガママMIRROR HEART     | テレビアニメ『政宗くんのリベンジ』オープニングテーマ                         | 2017年 |
| ユー&アイ                | テレビアニメ『ナイツ&マジック』エンディングテーマ                            | 2017年 |
| NOISY LOVE POWER☆        | テレビアニメ『魔法少女 俺』オープニングテーマ                                | 2018年 |
| ハイライト               | テレビアニメ『叛逆性ミリオンアーサー』オープニングテーマ                     | 2018年 |
| ダイスキ。               | テレビアニメ『可愛ければ変態でも好きになってくれますか？』オープニングテーマ | 2019年 |
| にゃんだーわんだーデイズ | テレビアニメ『犬と猫どっちも飼ってると毎日たのしい』主題歌                   | 2020年 |
| Lovely Days              | テレビアニメ『犬と猫どっちも飼ってると毎日たのしい』主題歌                   | 2021年 |
| Be My Friend!!!          | テレビアニメ『史上最強の大魔王、村人Aに転生する』オープニングテーマ          | 2022年 |
| Please, please!          | テレビアニメ『政宗くんのリベンジR』オープニングテーマ                        | 2023年 |

### 歌手参加楽曲
| 発売日         | 商品名                                               | 歌 | 楽曲                    | 備考                                                                   |
| -------------- | ---------------------------------------------------- | --- | ----------------------- | ---------------------------------------------------------------------- |
| 2013年11月20日 | タツノコプロダクション×Lantis トリビュート・アルバム | 田所あずさ、大橋彩香 | 「ぼくらは旅の音楽隊」  |                                                                        |
| 2014年5月13日  | ONENESS                                              | アイドルマスター、藍井エイル、アフィリア・サーガ、angela、いとうかなこ、Wake Up, Girls!、小野賢章、OLDCODEX、喜多村英梨、GRANRODEO、栗林みな実、黒崎真音、ZAQ、JAM Project、sweet ARMS、鈴木このみ、STAR☆ANIS、谷本貴義、田村ゆかり、茅原実里、T.M.Revolution、仲谷明香、流田Project、橋本仁、fhána、petit milady、FLOW、堀江由衣、三澤紗千香、水樹奈々、三森すずこ、宮野真守、μ's、May'n、ゆいかおり、悠木碧、吉田仁美、LiSA、和田光司 | 「ONENESS」             | ライブイベント『Animelo Summer Live 2014 -ONENESS-』テーマソング       |
| 2014年7月19日  | Starting STYLE!!                                     | ランティスのみんな | 「Starting STYLE!!」    | ライブイベント『15th Anniversary Live ランティス祭り2014』テーマソング |
| 2014年8月27日  | ランティス組曲 2014                                  | Lantis Artists 2014 | 「ランティス組曲 2014」 |                                                                        |
| 2016年4月26日  | PASSION RIDERS                                       | 相坂優歌、藍井エイル、蒼井翔太、every♥ing!、大橋彩香、黒崎真音、GRANRODEO、 SCREEN mode、鈴木このみ、早見沙織、三森すずこ、LiSA | 「PASSION RIDERS」      | ライブイベント『Animelo Summer Live 2016 刻-TOKI-』テーマソング        |
| 2019年5月17日  | CROSSING STORIES                                     | 亜咲花、石原夏織、伊藤美来、オーイシマサヨシ、大橋彩香、ZAQ、JUNNA、鈴木このみ、スフィア、TRUE、towana（fhána）、畠中祐、幹葉（スピラ・スピカ）、三森すずこ | 「CROSSING STORIES」    | ライブイベント『Animelo Summer Live 2019 -STORY-』テーマソング         |

### キャラクターソング
| 発売日         | 商品名 | 歌 | 楽曲                                                                                | 備考                                                                                       |
| -------------- | --- | --- | ----------------------------------------------------------------------------------- | ------------------------------------------------------------------------------------------ |
| 2012年8月8日   | THE IDOLM@STER CINDERELLA MASTER 010 島村卯月                                                               | 島村卯月（大橋彩香） | 「S(mile)ING!」                                                                     | ゲーム『アイドルマスター シンデレラガールズ』関連曲                                        |
| 2013年2月27日  | girl meets DEADLINE                                                                                         | M@N☆GIRL! | 「girl meets DEADLINE」 「毎日☆まんがーる！」                                       | テレビアニメ『まんがーる！』主題歌                                                         |
| 2013年4月10日  | THE IDOLM@STER CINDERELLA M@STER お願い！シンデレラ                                                         | THE IDOLM@STER CINDERELLA GIRLS | 「お願い！シンデレラ（M@STER VERSION）」                                            | ゲーム『アイドルマスターシンデレラガールズ』テーマソング                                   |
| 2013年4月10日  | THE IDOLM@STER CINDERELLA M@STER お願い！シンデレラ                                                         | CINDERELLA GIRLS for Cute! | 「お願い！シンデレラ（M@STER VERSION）」                                            | ゲーム『アイドルマスターシンデレラガールズ』テーマソング                                   |
| 2013年7月17日  | 今よ！ファンタジスタドール                                                                                  | 鵜野うずめ（大橋彩香）、ささら（津田美波）、カティア（徳井青空）、しめじ（赤﨑千夏）、マドレーヌ（大原さやか）、小明（長谷川明子） | 「今よ！ファンタジスタドール」                                                      | テレビアニメ『ファンタジスタドール』オープニングテーマ                                     |
| 2013年7月17日  | 今よ！ファンタジスタドール                                                                                  | 鵜野うずめ（大橋彩香） | 「大好きな風を」                                                                    | テレビアニメ『ファンタジスタドール』関連曲                                                 |
| 2013年7月17日  | DAY by DAY                                                                                                  | 鵜野うずめ（大橋彩香）、ささら（津田美波）、カティア（徳井青空）、しめじ（赤﨑千夏）、マドレーヌ（大原さやか）、小明（長谷川明子） | 「DAY by DAY」                                                                      | テレビアニメ『ファンタジスタドール』エンディングテーマ                                     |
| 2013年8月14日  | THE IDOLM@STER CINDERELLA MASTER 輝く世界の魔法                                                             | CINDERELLA GIRLS for NEW GENERATIONS! | 「輝く世界の魔法」                                                                  | ゲーム『アイドルマスターシンデレラガールズ』テーマソング                                   |
| 2013年9月18日  | ファンタジスタドール Character Song !! vol.1                                                                | 鵜野うずめ（大橋彩香） | 「マイ☆フレンズ」                                                                   | テレビアニメ『ファンタジスタドール』関連曲                                                 |
| 2013年9月20日  | ファンタジスタドール Blu-ray&DVD 第1巻 特典CD                                                               | 鵜野うずめ（大橋彩香） | 「今よ！ファンタジスタドール」                                                      | テレビアニメ『ファンタジスタドール』関連曲                                                 |
| 2013年10月9日  | THE IDOLM@STER CINDERELLA MASTER Cute Jewelries! 001                                                        | 双葉杏（五十嵐裕美）、前川みく（高森奈津美） 、島村卯月（大橋彩香）、小日向美穂（津田美波）、安部菜々（三宅麻理恵） | 「アタシポンコツアンドロイド」 「ススメ☆オトメ 〜jewel parade〜」                   | ゲーム『アイドルマスターシンデレラガールズ』関連曲                                         |
| 2013年10月9日  | THE IDOLM@STER CINDERELLA MASTER Cute Jewelries! 001                                                        | 島村卯月（大橋彩香） | 「気まぐれロマンティック」                                                          | ゲーム『アイドルマスターシンデレラガールズ』関連曲                                         |
| 2013年10月23日 | てさぐれ！部活もの関連楽曲集 てさぐれ！歌もの                                                               | 鈴木結愛（西明日香）、佐藤陽菜（明坂聡美）、高橋葵（荻野可鈴）、田中心春（大橋彩香） | 「Stand Up!!!!」                                                                    | テレビアニメ『てさぐれ！部活もの』オープニングテーマ                                       |
| 2013年10月23日 | てさぐれ！部活もの関連楽曲集 てさぐれ！歌もの                                                               | 鈴木結愛（西明日香）、佐藤陽菜（明坂聡美）、高橋葵（荻野可鈴）、田中心春（大橋彩香） | 「12ヶ月」                                                                          | テレビアニメ『てさぐれ！部活もの』エンディングテーマ                                       |
| 2013年10月23日 | てさぐれ！部活もの関連楽曲集 てさぐれ！歌もの                                                               | 田中心春（大橋彩香） | 「心春日和」                                                                        | テレビアニメ『てさぐれ！部活もの』関連曲                                                   |
| 2014年1月22日  | コトバ・カラフル                                                                                            | うたよめ575 | 「コトバ・カラフル」                                                                | テレビアニメ『GO!GO!575』オープニングテーマ                                                |
| 2014年1月22日  | コトバ・カラフル                                                                                            | 小林抹茶（大橋彩香） | 「コトバ・ラ・パティスリエ」                                                        | テレビアニメ『GO!GO!575』関連曲                                                            |
| 2014年3月19日  | てさぐれ！部活もの あんこーる関連楽曲集 てさぐれ！歌もの あんこーる                                         | 鈴木結愛（西明日香）、佐藤陽菜（明坂聡美）、高橋葵（荻野可鈴）、田中心春（大橋彩香） | 「てさぐり部部歌」 「ちゃんとStand Up!!!!」                                         | テレビアニメ『てさぐれ！部活もの あんこーる』関連曲                                        |
| 2014年3月19日  | てさぐれ！部活もの あんこーる関連楽曲集 てさぐれ！歌もの あんこーる                                         | 鈴木結愛（西明日香）、佐藤陽菜（明坂聡美）、高橋葵（荻野可鈴）、田中心春（大橋彩香）、園田萌舞子（上田麗奈） | 「それぞれの12ヶ月」                                                                | テレビアニメ『てさぐれ！部活もの あんこーる』関連曲                                        |
| 2014年4月5日   | THE IDOLM@STER CINDERELLA GIRLS 1st LIVE WONDERFUL M@GIC!! "お願い！シンデレラ" ソロ・リミックス            | 島村卯月（大橋彩香） | 「お願い！シンデレラ（M@STER VERSION）」                                            | ゲーム『アイドルマスター シンデレラガールズ』関連曲                                        |
| 2014年5月14日  | Suki Suki//LINKS                                                                                            | 友寄もり子（大橋彩香）、真境名そり子（木戸衣吹）、呉屋せわし子（田所あずさ） | 「Suki Suki//LINKS」                                                                | テレビアニメ『健全ロボ ダイミダラー』エンディングテーマ                                    |
| 2014年5月14日  | Suki Suki//LINKS                                                                                            | 友寄もり子（大橋彩香） | 「ノー理論快感論」                                                                  | テレビアニメ『健全ロボ ダイミダラー』関連曲                                                |
| 2014年6月25日  | 健全ロボ ダイミダラー オリジナルサウンドトラック                                                            | 友寄もり子（大橋彩香） | 「Suki Suki//LINKS」                                                                | テレビアニメ『健全ロボ ダイミダラー』関連曲                                                |
| 2014年7月30日  | THE IDOLM@STER CINDERELLA MASTER We're the friends!                                                         | THE IDOLM@STER CINDERELLA GIRLS! | 「We're the friends!」                                                              | ゲーム『アイドルマスター シンデレラガールズ』関連曲                                        |
| 2014年7月30日  | THE IDOLM@STER CINDERELLA MASTER We're the friends!                                                         | THE IDOLM@STER CINDERELLA GIRLS for BEST5! | 「メッセージ」                                                                      | ゲーム『アイドルマスター シンデレラガールズ』関連曲                                        |
| 2014年8月20日  | ぴてぃぱてぃサバイバード                                                                                    | ゲスかわ☆ガールズ | 「ぴてぃぱてぃサバイバード」                                                        | テレビアニメ『さばげぶっ！』エンディングテーマ                                             |
| 2014年8月20日  | ぴてぃぱてぃサバイバード                                                                                    | ゲスかわ☆ガールズ | 「全女子力でExtarminating!!」                                                       | テレビアニメ『さばげぶっ！』イメージソング                                                 |
| 2014年10月1日  | さばげぶっ！ キャラクターソング1 園川モモカ                                                                 | 園川モモカ（大橋彩香） | 「I NEED "JYU"!」                                                                   | テレビアニメ『さばげぶっ！』関連曲                                                         |
| 2014年10月1日  | さばげぶっ！ キャラクターソング1 園川モモカ                                                                 | 園川モモカ（大橋彩香）、豪徳寺かよ（東山奈央） | 「LONELY DOLLS」                                                                    | テレビアニメ『さばげぶっ！』関連曲                                                         |
| 2014年10月1日  | さばげぶっ！ キャラクターソング3 春日野うらら                                                               | 春日野うらら（大久保瑠美）、園川モモカ（大橋彩香） | 「リリカル☆ロマンチヰク」                                                           | テレビアニメ『さばげぶっ！』関連曲                                                         |
| 2014年10月22日 | THE IDOLM@STER M@STERS OF IDOL WORLD!!2014 特典CD                                                           | 天海春香（中村繪里子）、如月千早（今井麻美）、星井美希（長谷川明子）、島村卯月（大橋彩香）、渋谷凛（福原綾香）、本田未央（原紗友里）、春日未来（山崎はるか）、最上静香（田所あずさ）、伊吹翼（Machico） | 「IDOL POWER RAINBOW」                                                              | ライブイベント『THE IDOLM@STER M@STERS OF IDOL WORLD!!2014』テーマソング                   |
| 2014年10月22日 | THE IDOLM@STER M@STERS OF IDOL WORLD!!2014 特典CD                                                           | 島村卯月（大橋彩香）、渋谷凛（福原綾香）、本田未央（原紗友里） | 「IDOL POWER RAINBOW」                                                              | ライブイベント『THE IDOLM@STER M@STERS OF IDOL WORLD!!2014』テーマソング                   |
| 2014年10月22日 | さばげぶっ！ キャラクターソング4 経堂麻耶                                                                   | 経堂麻耶（Lynn）、園川モモカ（大橋彩香）、豪徳寺かよ（東山奈央） | 「PEACEMAKER!」                                                                     | テレビアニメ『さばげぶっ！』関連曲                                                         |
| 2014年11月5日  | THE IDOLM@STER CINDERELLA GIRLS -ANIMATION FIRST SET-                                                       | 島村卯月（大橋彩香）、渋谷凛（福原綾香）、本田未央（原紗友里） | 「お願い！シンデレラ -JAZZ Rearrange Mix-」                                         | テレビアニメ『アイドルマスター シンデレラガールズ』関連曲                                  |
| 2014年11月29日 | THE IDOLM@STER CINDERELLA GIRLS 2ndLIVE PARTY M@GIC!! ススメ☆オトメ 〜jewel parade〜                        | 島村卯月（大橋彩香） | 「ススメ☆オトメ 〜jewel parade〜」                                                  | ゲーム『アイドルマスター シンデレラガールズ』関連曲                                        |
| 2014年12月24日 | 拡散性ミリオンアーサー キャラクターソング4 輝夜                                                             | 輝夜（大橋彩香） | 「月ニ輝ク夜ノ秘話」                                                                | ゲーム『拡散性ミリオンアーサー』関連曲                                                     |
| 2014年12月28日 | THE IDOLM@STER ORIGINAL CD SET - 1111 BRIGHTS and MAGICS -                                                  | 島村卯月（大橋彩香） | 「M@STERPIECE」                                                                     | テレビアニメ『アイドルマスター シンデレラガールズ』関連曲                                  |
| 2015年1月21日  | THE IDOLM@STER CINDERELLA GIRLS ANIMATION PROJECT 00 ST@RTER BEST                                           | CINDERELLA PROJECT | 「ススメ☆オトメ 〜jewel parade〜」                                                  | テレビアニメ『アイドルマスター シンデレラガールズ』関連曲                                  |
| 2015年2月18日  | THE IDOLM@STER CINDERELLA GIRLS ANIMATION PROJECT 01 Star!!                                                 | CINDERELLA PROJECT | 「Star!!」                                                                          | テレビアニメ『アイドルマスター シンデレラガールズ』オープニングテーマ                      |
| 2015年2月18日  | THE IDOLM@STER CINDERELLA GIRLS ANIMATION PROJECT 01 Star!!                                                 | 島村卯月（大橋彩香）、渋谷凛（福原綾香）、本田未央（原紗友里） | 「メッセージ」                                                                      | テレビアニメ『アイドルマスター シンデレラガールズ』エンディングテーマ                      |
| 2015年4月22日  | やっぱりStand Up!!!!!/色彩crossroad                                                                         | てさプルん♪ | 「色彩crossroad」                                                                   | テレビアニメ『てさぐれ！部活もの すぴんおふ プルプルんシャルムと遊ぼう』エンディングテーマ |
| 2015年4月22日  | THE IDOLM@STER CINDERELLA GIRLS ANIMATION PROJECT 07 できたてEvo! Revo! Generation!                         | new generations | 「できたてEvo! Revo! Generation!」                                                  | テレビアニメ『アイドルマスター シンデレラガールズ』挿入歌                                  |
| 2015年4月22日  | THE IDOLM@STER CINDERELLA GIRLS ANIMATION PROJECT 07 できたてEvo! Revo! Generation!                         | new generations | 「夕映えプレゼント」                                                                | テレビアニメ『アイドルマスター シンデレラガールズ』関連曲                                  |
| 2015年4月23日  | アイドルマスター シンデレラガールズ BD・DVD 第1巻完全生産限定版特典CD「346Pro IDOL selection vol.1」        | 島村卯月（大橋彩香） | 「Romantic Now -For Uzuki rearrange MIX-」                                          | テレビアニメ『アイドルマスター シンデレラガールズ』関連曲                                  |
| 2015年5月13日  | THE IDOLM@STER CINDERELLA GIRLS ANIMATION PROJECT 08 GOIN'!!!                                               | CINDERELLA PROJECT | 「GOIN'!!!」                                                                        | テレビアニメ『アイドルマスター シンデレラガールズ』挿入歌                                  |
| 2015年5月13日  | THE IDOLM@STER CINDERELLA GIRLS ANIMATION PROJECT 08 GOIN'!!!                                               | CINDERELLA PROJECT | 「夕映えプレゼント」                                                                | テレビアニメ『アイドルマスター シンデレラガールズ』エンディングテーマ                      |
| 2015年5月20日  | てさプル！ 歌もの                                                                                           | 田中心春（大橋彩香）、円城寺結衣（高森奈津美） | 「グリーン妄想モンスター」                                                          | テレビアニメ『てさぐれ！部活もの すぴんおふ プルプルんシャルムと遊ぼう』関連曲             |
| 2015年5月20日  | てさプル！ 歌もの                                                                                           | 鈴木結愛（西明日香）、佐藤陽菜（明坂聡美）、高橋 葵（荻野可鈴）、田中心春（大橋彩香）、園田萌舞葉&萌舞婆（上田麗奈） | 「てさぐりミュージカル」                                                            | テレビアニメ『てさぐれ！部活もの すぴんおふ プルプルんシャルムと遊ぼう』関連曲             |
| 2015年7月17日  | THE IDOLM@STER M@STERS OF IDOL WORLD!!2015 Nation Sapphire アンドロイド                                     | 島村卯月（大橋彩香） | 「アタシポンコツアンドロイド」                                                      | ゲーム『アイドルマスター シンデレラガールズ』関連曲                                        |
| 2015年7月29日  | THE IDOLM@STER CINDERELLA MASTER Absolute NIne                                                              | THE IDOLM@STER CINDERELLA GIRLS! | 「Absolute NIne」                                                                   | ゲーム『アイドルマスター シンデレラガールズ』関連曲                                        |
| 2015年8月5日   | THE IDOLM@STER CINDERELLA GIRLS ANIMATION PROJECT 2nd season 01 Shine!!                                     | CINDERELLA PROJECT | 「Shine!!」                                                                         | テレビアニメ『アイドルマスター シンデレラガールズ』オープニングテーマ                      |
| 2015年8月5日   | THE IDOLM@STER CINDERELLA GIRLS ANIMATION PROJECT 2nd season 01 Shine!!                                     | 島村卯月（大橋彩香）、渋谷凛（福原綾香）、本田未央（原紗友里）、双葉杏（五十嵐裕美）、諸星きらり（松嵜麗） | 「とどけ！アイドル」                                                                | ゲーム『アイドルマスター シンデレラガールズ スターライトステージ』テーマソング             |
| 2015年11月11日 | THE IDOLM@STER CINDERELLA GIRLS ANIMATION PROJECT 2nd Season 06                                             | new generations | 「流れ星キセキ」                                                                    | テレビアニメ『アイドルマスター シンデレラガールズ』挿入歌                                  |
| 2015年11月11日 | THE IDOLM@STER CINDERELLA GIRLS ANIMATION PROJECT 2nd Season 06                                             | new generations | 「心もよう」                                                                        | テレビアニメ『アイドルマスター シンデレラガールズ』エンディングテーマ                      |
| 2015年11月11日 | THE IDOLM@STER CINDERELLA GIRLS ANIMATION PROJECT 2nd Season 06                                             | new generations | 「夢色ハーモニー」                                                                  | テレビアニメ『アイドルマスター シンデレラガールズ』関連曲                                  |
| 2015年11月25日 | THE IDOLM@STER CINDERELLA GIRLS ANIMATION PROJECT 2nd Season 07 M@GIC☆                                      | CINDERELLA PROJECT | 「M@GIC☆」                                                                          | テレビアニメ『アイドルマスター シンデレラガールズ』挿入歌                                  |
| 2015年11月25日 | THE IDOLM@STER CINDERELLA GIRLS ANIMATION PROJECT 2nd Season 07 M@GIC☆                                      | CINDERELLA PROJECT | 「夢色ハーモニー」                                                                  | テレビアニメ『アイドルマスター シンデレラガールズ』エンディングテーマ                      |
| 2015年11月25日 | THE IDOLM@STER CINDERELLA GIRLS ANIMATION PROJECT 2nd Season 07 M@GIC☆                                      | 島村卯月（大橋彩香） | 「S(mile)ING! -LIVE MIX-」                                                          | テレビアニメ『アイドルマスター シンデレラガールズ』挿入歌                                  |
| 2015年11月27日 | THE IDOLM@STER CINDERELLA GIRLS 3rdLIVE シンデレラの舞踏会 - Power of Smile -オリジナルCD                   | 島村卯月（大橋彩香） | 「できたてEvo! Revo! Generation!」                                                  | テレビアニメ『アイドルマスター シンデレラガールズ』関連曲                                  |
| 2016年2月24日  | 花蓮 | 三狐神囃子 | 「花蓮」                                                                            | テレビアニメ『牙狼 -紅蓮ノ月-』エンディングテーマ                                          |
| 2016年2月24日  | 花蓮 | 三狐神囃子 | 「イナリズム」                                                                      | テレビアニメ『牙狼 -紅蓮ノ月-』関連曲                                                      |
| 2016年3月30日  | THE IDOLM@STER CINDERELLA GIRLS ANIMATION PROJECT ORIGINAL SOUNDTRACK                                       | new generations | 「Absolute NIne」                                                                   | テレビアニメ『アイドルマスター シンデレラガールズ』関連曲                                  |
| 2016年3月30日  | THE IDOLM@STER CINDERELLA GIRLS ANIMATION PROJECT ORIGINAL SOUNDTRACK                                       | 島村卯月（大橋彩香）、本田未央（原紗友里）、渋谷凛（福原綾香）、神谷奈緒（松井恵理子）、北条加蓮（渕上舞） | 「STORY」                                                                           | テレビアニメ『アイドルマスター シンデレラガールズ』関連曲                                  |
| 2016年3月30日  | THE IDOLM@STER CINDERELLA GIRLS STARLIGHT MASTER 01 Snow Wings                                              | 島村卯月（大橋彩香）、渋谷凛（福原綾香）、本田未央（原紗友里）、大槻唯（山下七海）、上条春菜（長島光那） | 「Snow Wings（M@STER VERSION）」                                                    | ゲーム『アイドルマスター シンデレラガールズ スターライトステージ』関連曲                   |
| 2016年3月30日  | THE IDOLM@STER CINDERELLA GIRLS STARLIGHT MASTER 01 Snow Wings                                              | 島村卯月（大橋彩香） | 「はにかみdays」                                                                    | ゲーム『アイドルマスター シンデレラガールズ スターライトステージ』関連曲                   |
| 2016年6月8日   | THE IDOLM@STER M@STERS OF IDOL WORLD!!2015 特典CD                                                           | 天海春香（中村繪里子）、如月千早（今井麻美）、星井美希（長谷川明子）、島村卯月（大橋彩香）、渋谷凛（福原綾香）、本田未央（原紗友里）、春日未来（山崎はるか）、最上静香（田所あずさ）、伊吹翼（Machico） | 「アイ MUST GO!」                                                                   | ライブイベント『THE IDOLM@STER M@STERS OF IDOL WORLD!!2015』テーマソング                   |
| 2016年6月8日   | THE IDOLM@STER M@STERS OF IDOL WORLD!!2015 特典CD                                                           | 島村卯月（大橋彩香）、渋谷凛（福原綾香）、本田未央（原紗友里） | 「アイ MUST GO!」                                                                   | ライブイベント『THE IDOLM@STER M@STERS OF IDOL WORLD!!2015』テーマソング                   |
| 2016年9月2日   | THE IDOLM@STER CINDERELLA GIRLS 4thLIVE TriCastle Story Starlight Castle 会場オリジナルCD                   | 島村卯月（大橋彩香） | 「Snow Wings（M@STER VERSION）」                                                    | ゲーム『アイドルマスター シンデレラガールズ スターライトステージ』関連曲                   |
| 2016年11月16日 | THE IDOLM@STER CINDERELLA MASTER Take me☆Take you                                                           | THE IDOLM@STER CINDERELLA GIRLS! | 「Take me☆Take you」                                                                | ゲーム『アイドルマスター シンデレラガールズ』関連曲                                        |
| 2016年11月16日 | THE IDOLM@STER CINDERELLA MASTER Take me☆Take you                                                           | THE IDOLM@STER CINDERELLA GIRLS for BEST5! | 「キミのそばでずっと」                                                              | ゲーム『アイドルマスター シンデレラガールズ』関連曲                                        |
| 2016年12月21日 | れっつめいく☆あんさんぶる！                                                                                 | メリメロマル | 「れっつめいく☆あんさんぶる！」                                                     | ゲーム『あんさんぶるガールズ!!』テーマソング                                               |
| 2017年1月25日  | THE IDOLM@STER CINDERELLA GIRLS VIEWING REVOLUTION Yes! Party Time!!                                        | 島村卯月（大橋彩香）、渋谷凛（福原綾香）、本田未央（原紗友里）、赤城みりあ（黒沢ともよ）、安部菜々（三宅麻理恵） | 「Yes! Party Time!!（M@STER VERSION）」                                             | ゲーム『アイドルマスター シンデレラガールズ ビューイングレボリューション』関連曲           |
| 2017年1月25日  | ウマ娘 プリティーダービー STARTING GATE 03                                                                  | ウオッカ（大橋彩香） | 「CATCH THE VICTORY!」                                                              | ゲーム『ウマ娘 プリティーダービー』関連曲                                                  |
| 2017年1月25日  | ウマ娘 プリティーダービー STARTING GATE 03                                                                  | ウオッカ（大橋彩香）、ダイワスカーレット（木村千咲）、ゴールドシップ（上田瞳） | 「うまぴょい伝説」 「ぼくらのブルーバードデイズ」                                   | ゲーム『ウマ娘 プリティーダービー』関連曲                                                  |
| 2017年2月8日   | THE IDOLM@STER CINDERELLA MASTER EVERMORE                                                                   | 島村卯月（大橋彩香）、渋谷凛（福原綾香）、本田未央（原紗友里）、赤城みりあ（黒沢ともよ）、安部菜々（三宅麻理恵）、神崎蘭子（内田真礼）、小日向美穂（津田美波）、城ヶ崎美嘉（佳村はるか）、城ヶ崎莉嘉（山本希望）、高垣楓（早見沙織）、多田李衣菜（青木瑠璃子）、新田美波（洲崎綾）、双葉杏（五十嵐裕美）、前川みく（高森奈津美）、諸星きらり（松嵜麗） | 「ススメ☆オトメ 〜jewel parade〜」                                                  | ゲーム『アイドルマスター シンデレラガールズ』関連曲                                        |
| 2017年2月8日   | THE IDOLM@STER CINDERELLA MASTER EVERMORE                                                                   | 大橋彩香、福原綾香、原紗友里、藍原ことみ、青木志貴、青木瑠璃子、飯田友子、五十嵐裕美、今井麻夏、上坂すみれ、内田真礼、桜咲千依、大空直美、大坪由佳、金子真由美、金子有希、木村珠莉、黒沢ともよ、佐藤亜美菜、下地紫野、洲崎綾、鈴木絵理、髙野麻美、高森奈津美、立花理香、種﨑敦美、千菅春香、東山奈央、長島光那、原優子、早見沙織、春瀬なつみ、渕上舞、牧野由依、松井恵理子、松嵜麗、三宅麻理恵、村中知、杜野まこ、安野希世乃、山下七海、山本希望、佳村はるか、ルゥティン、和氣あず未 | 「EVERMORE（4thLIVE MIX）」                                                         | ゲーム『アイドルマスター シンデレラガールズ』関連曲                                        |
| 2017年3月1日   | THE IDOLM@STER CINDERELLA GIRLS STARLIGHT MASTER 09 ラブレター                                              | 島村卯月（大橋彩香）、小日向美穂（津田美波）、五十嵐響子（種﨑敦美） | 「ラブレター（M@STER VERSION）」                                                    | ゲーム『アイドルマスター シンデレラガールズ スターライトステージ』関連曲                   |
| 2017年3月22日  | THE IDOLM@STER CINDERELLA MASTER Treasure☆                                                                  | 島村卯月（大橋彩香）、渋谷凛（福原綾香）、城ヶ崎美嘉（佳村はるか）、本田未央（原紗友里）、多田李衣菜（青木瑠璃子） | 「Treasure☆（M@STER VERSION）」                                                     | ラジオ『デレラジ☆』関連曲                                                                  |
| 2017年3月22日  | THE IDOLM@STER CINDERELLA MASTER Treasure☆                                                                  | 島村卯月（大橋彩香）、渋谷凛（福原綾香）、城ヶ崎美嘉（佳村はるか） | 「Treasure☆（M@STER VERSION） for デレラジ☆MIX」                                    | ラジオ『デレラジ☆』関連曲                                                                  |
| 2017年3月22日  | 政宗くんのリベンジ 第1巻 Blu-ray/DVD 特典CD                                                                 | 安達垣愛姫（大橋彩香）、藤ノ宮寧子（三森すずこ） | 「まなざしサイレント」                                                              | テレビアニメ『政宗くんのリベンジ』エンディングテーマ                                       |
| 2017年3月22日  | 政宗くんのリベンジ 第1巻 Blu-ray/DVD 特典CD                                                                 | 安達垣愛姫（大橋彩香） | 「まなざしサイレント」                                                              | テレビアニメ『政宗くんのリベンジ』関連曲                                                   |
| 2017年4月26日  | THE IDOLM@STER CINDERELLA GIRLS LITTLE STARS! キラッ！満開スマイル                                          | 島村卯月（大橋彩香）、小日向美穂（津田美波）、佐久間まゆ（牧野由依）、櫻井桃華（照井春佳）、双葉杏（五十嵐裕美） | 「キラッ！満開スマイル」                                                            | テレビアニメ『アイドルマスター シンデレラガールズ劇場』エンディングテーマ                  |
| 2017年4月26日  | THE IDOLM@STER CINDERELLA GIRLS LITTLE STARS! キラッ！満開スマイル                                          | 島村卯月（大橋彩香） | 「キラッ！満開スマイル」 「ぴにゃこら太絵かき歌」                                   | テレビアニメ『アイドルマスター シンデレラガールズ劇場』関連曲                              |
| 2017年4月26日  | 政宗くんのリベンジ 第2巻 Blu-ray/DVD 特典CD                                                                 | 安達垣愛姫（大橋彩香） | 「雪の華」                                                                          | テレビアニメ『政宗くんのリベンジ』挿入歌                                                   |
| 2017年4月26日  | 政宗くんのリベンジ 第2巻 Blu-ray/DVD 特典CD                                                                 | 安達垣愛姫（大橋彩香） | 「ハナミズキ」                                                                      | テレビアニメ『政宗くんのリベンジ』関連曲                                                   |
| 2017年5月24日  | 政宗くんのリベンジ 第3巻 Blu-ray/DVD 特典CD                                                                 | 安達垣愛姫（大橋彩香）、小岩井吉乃（水瀬いのり） | 「まなざしサイレント」                                                              | テレビアニメ『政宗くんのリベンジ』関連曲                                                   |
| 2017年7月26日  | TVアニメ「BanG Dream!」キャラクターソング 山吹沙綾「遠い音楽 〜ハートビート〜」                             | 山吹沙綾（大橋彩香） | 「遠い音楽 〜ハートビート〜」 「STAR BEAT! 〜Acoustic Ver.〜」                      | テレビアニメ『BanG Dream!』関連曲                                                          |
| 2017年7月26日  | 政宗くんのリベンジ 第5巻 Blu-ray/DVD 特典CD                                                                 | 安達垣愛姫（大橋彩香）、双葉妙（田所あずさ） | 「まなざしサイレント」                                                              | テレビアニメ『政宗くんのリベンジ』関連曲                                                   |
| 2017年8月23日  | 政宗くんのリベンジ 第6巻 Blu-ray/DVD 特典CD                                                                 | 安達垣愛姫（大橋彩香）、藤ノ宮寧子（三森すずこ） | 「笑顔deハダピュア！」                                                              | テレビアニメ『政宗くんのリベンジ』挿入歌                                                   |
| 2017年8月23日  | 政宗くんのリベンジ 第6巻 Blu-ray/DVD 特典CD                                                                 | 安達垣愛姫（大橋彩香） | 「笑顔deハダピュア！」                                                              | テレビアニメ『政宗くんのリベンジ』関連曲                                                   |
| 2017年10月28日 | アイドルマスター 10th メモリアルフィギュア 購入特典CD                                                       | 天海春香（中村繪里子）、島村卯月（大橋彩香）、春日未来（山崎はるか） | 「アイ MUST GO! 〜10th メモリアルフィギュアver.〜」                                 | ライブイベント『THE IDOLM@STER M@STERS OF IDOL WORLD!!2015』関連曲                         |
| 2017年11月1日  | THE IDOLM@STER CINDERELLA GIRLS LITTLE STARS! Blooming Days                                                 | 島村卯月（大橋彩香）、小日向美穂（津田美波） | 「お願い！シンデレラ -しんげきRemix-」                                              | テレビアニメ『アイドルマスター シンデレラガールズ劇場』関連曲                              |
| 2017年11月22日 | BanG Dream! Blu-ray Amazon.co.jp 全巻購入特典 前へススメ! オリジナルCD                                      | 山吹沙綾（大橋彩香） | 「前へススメ！」                                                                    | テレビアニメ『BanG Dream!』関連曲                                                          |
| 2017年12月13日 | THE IDOLM@STER CINDERELLA GIRLS MASTER SEASONS! WINTER!                                                     | 小早川紗枝（立花理香）、櫻井桃華（照井春佳）、島村卯月（大橋彩香） | 「White again」                                                                     | ゲーム『アイドルマスター シンデレラガールズ』関連曲                                        |
| 2018年3月3日   | アイドルマスター シンデレラガールズ劇場 すぷりんぐふぇすてぃばる 2018 会場オリジナルCD                      | 島村卯月（大橋彩香） | 「We're the friends!」 「メッセージ」                                               | ゲーム『アイドルマスター シンデレラガールズ』関連曲                                        |
| 2018年4月25日  | ウマ娘 プリティーダービー ANIMATION DERBY 01 Make debut!                                                    | スピカ | 「Make debut!」                                                                     | テレビアニメ『ウマ娘 プリティーダービー』オープニングテーマ                                |
| 2018年5月9日   | ウマ娘 プリティーダービー ANIMATION DERBY 02 グロウアップ・シャイン！                                       | スピカ | 「グロウアップ・シャイン！」                                                        | テレビアニメ『ウマ娘 プリティーダービー』エンディングテーマ                                |
| 2018年6月27日  | 俺ジナルソングス                                                                                            | マジカルツイン | 「ハチミツフラッシュ-変わるわね-」                                                  | テレビアニメ『魔法少女 俺』挿入歌                                                          |
| 2018年7月18日  | THE IDOLM@STER CINDERELLA GIRLS CG STAR LIVE Stage bye Stage                                                | 島村卯月（大橋彩香）、渋谷凛（福原綾香）、本田未央（原紗友里） | 「Stage bye Stage」 「CG STAR LIVE CINDERELLA GIRLS Brilliant Party! Mix」          | イベント『THE IDOLM@STER CINDERELLA GIRLS new generations★BrilliantParty!』関連曲          |
| 2018年7月18日  | THE IDOLM@STER CINDERELLA GIRLS CG STAR LIVE Stage bye Stage                                                | 島村卯月（大橋彩香） | 「Stage bye Stage」                                                                 | イベント『THE IDOLM@STER CINDERELLA GIRLS new generations★BrilliantParty!』関連曲          |
| 2018年7月25日  | ウマ娘 プリティーダービー ANIMATION DERBY 03 Special Record!/Find My Only Way                               | スペシャルウィーク（和氣あず未）、サイレンススズカ（高野麻里佳）、トウカイテイオー（Machico）、ウオッカ（大橋彩香）、ダイワスカーレット（木村千咲）、ゴールドシップ（上田瞳）、メジロマックイーン（大西沙織）、エルコンドルパサー（高橋未奈美）、グラスワンダー（前田玲奈）、シンボリルドルフ（田所あずさ）、エアグルーヴ（青木瑠璃子）、ヒシアマゾン（巽悠衣子）、フジキセキ（松井恵理子）、マルゼンスキー（Lynn）、テイエムオペラオー（徳井青空）、ビワハヤヒデ（近藤唯）、ナリタブライアン（相坂優歌）、オグリキャップ（高柳知葉） | 「Special Record!」                                                                 | テレビアニメ『ウマ娘 プリティーダービー』挿入歌                                            |
| 2018年7月25日  | ウマ娘 プリティーダービー ANIMATION DERBY 03 Special Record!/Find My Only Way                               | スピカ | 「Find My Only Way」                                                                | テレビアニメ『ウマ娘 プリティーダービー』エンディングテーマ                                |
| 2018年7月25日  | ウマ娘 プリティーダービー ANIMATION DERBY 03 Special Record!/Find My Only Way                               | スペシャルウィーク（和氣あず未）、サイレンススズカ（高野麻里佳）、トウカイテイオー（Machico）、ウオッカ（大橋彩香）、ダイワスカーレット（木村千咲）、ゴールドシップ（上田瞳）、メジロマックイーン（大西沙織）、エルコンドルパサー（高橋未奈美）、グラスワンダー（前田玲奈）、セイウンスカイ（鬼頭明里）、キングヘイロー（佐伯伊織）、ハルウララ（首藤志奈）、シンボリルドルフ（田所あずさ）、タイキシャトル（大坪由佳）、エアグルーヴ（青木瑠璃子）、ヒシアマゾン（巽悠衣子）、フジキセキ（松井恵理子）、マルゼンスキー（Lynn）、テイエムオペラオー（徳井青空）、ビワハヤヒデ（近藤唯）、ナリタブライアン（相坂優歌）、オグリキャップ（高柳知葉）、スーパークリーク（優木かな）、タマモクロス（大空直美）、イナリワン（井上遥乃）、ウイニングチケット（渡部優衣）、メジロライアン（土師亜文）、メジロドーベル（久保田ひかり）、ナイスネイチャ（前田佳織里）、エイシンフラッシュ（藤野彩水）、マチカネフクキタル（新田ひより）、メイショウドトウ（和多田美咲） | 「うまぴょい伝説」                                                                  | テレビアニメ『ウマ娘 プリティーダービー』エンディングテーマ                                |
| 2018年7月25日  | プリンセスコネクト！Re:Dive PRICONNE CHARACTER SONG 04                                                      | ハツネ（大橋彩香）、シオリ（小清水亜美） | 「Smiley Contrast」                                                                 | ゲーム『プリンセスコネクト！Re:Dive』挿入歌                                                |
| 2018年9月8日   | THE IDOLM@STER CINDERELLA GIRLS SS3A Live Sound Booth♪ 会場オリジナルCD                                     | 島村卯月（大橋彩香） | 「ラブレター（M@STER VERSION）」                                                    | ゲーム『アイドルマスター シンデレラガールズ スターライトステージ』関連曲                   |
| 2018年9月12日  | ウマ娘 プリティーダービー ANIMATION DERBY 05                                                                | スペシャルウィーク（和氣あず未）、サイレンススズカ（高野麻里佳）、トウカイテイオー（Machico）、ウオッカ（大橋彩香）、ダイワスカーレット（木村千咲）、ゴールドシップ（上田瞳）、メジロマックイーン（大西沙織） | 「Special Record!」                                                                 | テレビアニメ『ウマ娘 プリティーダービー』関連曲                                            |
| 2018年11月21日 | ハイライト                                                                                                  | 輝夜（大橋彩香） | 「いとうつくしき光の中で」                                                          | テレビアニメ『叛逆性ミリオンアーサー』挿入歌                                               |
| 2018年11月30日 | THE IDOLM@STER CINDERELLA GIRLS 6thLIVE MERRY-GO-ROUNDOME!!! MASTER SEASONS WINTER! SOLO REMIX              | 島村卯月（大橋彩香） | 「White again」                                                                     | ゲーム『アイドルマスター シンデレラガールズ』関連曲                                        |
| 2019年1月23日  | THE IDOLM@STER CINDERELLA GIRLS STARLIGHT MASTER 25 Happy New Yeah!                                         | 島村卯月（大橋彩香）、渋谷凛（福原綾香）、本田未央（原紗友里）、佐藤心（花守ゆみり）、三村かな子（大坪由佳） | 「Happy New Yeah!（M@STER VERSION）」                                               | ゲーム『アイドルマスター シンデレラガールズ スターライトステージ』関連曲                   |
| 2019年8月14日  | THE IDOLM@STER CINDERELLA GIRLS STARLIGHT MASTER 31 Pretty Liar                                             | 島村卯月（大橋彩香）、小日向美穂（津田美波）、五十嵐響子（種﨑敦美）、渋谷凛（福原綾香）、北条加蓮（渕上舞）、神谷奈緒（松井恵理子）、本田未央（原紗友里）、日野茜（赤﨑千夏）、高森藍子（金子有希） | 「Stage Bye Stage」                                                                 | ゲーム『アイドルマスター シンデレラガールズ スターライトステージ』関連曲                   |
| 2019年10月23日 | THE IDOLM@STER CINDERELLA GIRLS STARLIGHT MASTER 33 Starry-Go-Round                                         | 双葉杏（五十嵐裕美）、諸星きらり（松嵜麗）、島村卯月（大橋彩香）、渋谷凛（福原綾香）、本田未央（原紗友里） | 「LOVE & PEACH」                                                                    | ゲーム『アイドルマスター シンデレラガールズ スターライトステージ』関連曲                   |
| 2019年10月23日 | THE IDOLM@STER CINDERELLA GIRLS STARLIGHT MASTER 33 Starry-Go-Round                                         | 島村卯月（大橋彩香） | 「HOT LIMIT」                                                                       | ゲーム『アイドルマスター シンデレラガールズ スターライトステージ』関連曲                   |
| 2019年11月6日  | 「結城友奈は勇者である」ベストアルバム「勇気の歌」                                                          | 乃木若葉（大橋彩香）、上里ひなた（高野麻里佳）、高嶋友奈（照井春佳）、郡千景（鈴木愛奈）、土居球子（本渡楓）、伊予島杏（近藤玲奈） | 「キボウノツボミ」 「勇気のバトン」                                                 | ゲーム『結城友奈は勇者である 花結いのきらめき』関連曲                                      |
| 2019年11月6日  | 「結城友奈は勇者である」ベストアルバム「勇気の歌」きゃにめオリジナル特典ソロバージョンCD                    | 乃木若葉（大橋彩香） | 「キボウノツボミ」 「勇気のバトン」                                                 | ゲーム『結城友奈は勇者である 花結いのきらめき』関連曲                                      |
| 2020年1月8日   | THE IDOLM@STER CINDERELLA GIRLS STARLIGHT MASTER 35 Palette                                                 | 島村卯月（大橋彩香）、小日向美穂（津田美波）、五十嵐響子（種﨑敦美） | 「Palette（M@STER VERSION）」                                                       | ゲーム『アイドルマスター シンデレラガールズ スターライトステージ』関連曲                   |
| 2020年2月14日  | THE IDOLM@STER CINDERELLA GIRLS 7thLIVE TOUR Special 3chord♪ Glowing Rock! 会場オリジナルCD                 | 島村卯月（大橋彩香） | 「Happy New Yeah!（M@STER VERSION）」                                               | ゲーム『アイドルマスター シンデレラガールズ スターライトステージ』関連曲                   |
| 2020年2月19日  | THE IDOLM@STER CINDERELLA GIRLS STARLIGHT MASTER 36 義勇忍侠花吹雪                                          | 島村卯月（大橋彩香）、渋谷凛（福原綾香）、本田未央（原紗友里） | 「リバイブ」                                                                        | ゲーム『アイドルマスター シンデレラガールズ スターライトステージ』関連曲                   |
| 2020年9月30日  | なんどでも笑おう                                                                                            | THE IDOLM@STER FIVE STARS!!! | 「なんどでも笑おう」                                                                | 「アイドルマスターシリーズ」関連曲                                                         |
| 2020年9月30日  | なんどでも笑おう【シンデレラガールズ盤】                                                                    | THE IDOLM@STER CINDERELLA GIRLS | 「なんどでも笑おう」                                                                | 「アイドルマスターシリーズ」関連曲                                                         |
| 2020年9月30日  | なんどでも笑おう【シンデレラガールズ盤】                                                                    | 島村卯月（大橋彩香） | 「なんどでも笑おう」                                                                | 「アイドルマスターシリーズ」関連曲                                                         |
| 2021年2月17日  | THE IDOLM@STER CINDERELLA GIRLS Broadcast & Live Happy New Yell!!! オリジナルCD                             | 島村卯月（大橋彩香） | 「Palette（M@STER VERSION）」                                                       | ゲーム『アイドルマスター シンデレラガールズ スターライトステージ』関連曲                   |
| 2021年2月24日  | ウマ娘 プリティーダービー ANIMATION DERBY Season 2 vol.1「ユメヲカケル！」                                  | スペシャルウィーク（和氣あず未）、サイレンススズカ（高野麻里佳）、トウカイテイオー（Machico）、ウオッカ（大橋彩香）、ダイワスカーレット（木村千咲）、ゴールドシップ（上田瞳）、メジロマックイーン（大西沙織） | 「ユメヲカケル！」                                                                  | テレビアニメ『ウマ娘 プリティーダービー Season 2』オープニングテーマ                       |
| 2021年3月3日   | THE IDOLM@STER CINDERELLA GIRLS STARLIGHT MASTER COLLABORATION! Great Journey                               | 島村卯月（大橋彩香）、渋谷凛（福原綾香）、本田未央（原紗友里） | 「Great Journey（M@STER VERSION）」                                                 | ゲーム『アイドルマスター シンデレラガールズ スターライトステージ』関連曲                   |
| 2021年3月3日   | THE IDOLM@STER CINDERELLA GIRLS STARLIGHT MASTER COLLABORATION! Great Journey                               | 島村卯月（大橋彩香） | 「Great Journey（M@STER VERSION）」                                                 | ゲーム『アイドルマスター シンデレラガールズ スターライトステージ』関連曲                   |
| 2021年3月17日  | ウマ娘 プリティーダービー WINNING LIVE 01                                                                   | スペシャルウィーク（和氣あず未）、サイレンススズカ（高野麻里佳）、トウカイテイオー（Machico）、マルゼンスキー（Lynn）、オグリキャップ（高柳知葉）、ゴールドシップ（上田瞳）、ウオッカ（大橋彩香）、ダイワスカーレット（木村千咲）、タイキシャトル（大坪由佳）、グラスワンダー（前田玲奈）、メジロマックイーン（大西沙織）、エルコンドルパサー（髙橋ミナミ）、シンボリルドルフ（田所あずさ）、エアグルーヴ（青木瑠璃子）、マヤノトップガン（星谷美緒）、メジロライアン（土師亜文）、ライスシャワー（石見舞菜香）、アグネスタキオン（上坂すみれ）、ウイニングチケット（渡部優衣）、サクラバクシンオー（三澤紗千香）、スーパークリーク（優木かな）、ハルウララ（首藤志奈）、マチカネフクキタル（新田ひより）、ナイスネイチャ（前田佳織里）、キングヘイロー（佐伯伊織） | 「GIRLS' LEGEND U」                                                                 | ゲーム『ウマ娘 プリティーダービー』オープニングテーマ                                      |
| 2021年3月17日  | ウマ娘 プリティーダービー WINNING LIVE 01                                                                   | スペシャルウィーク（和氣あず未）、サイレンススズカ（高野麻里佳）、トウカイテイオー（Machico）、マルゼンスキー（Lynn）、オグリキャップ（高柳知葉）、ゴールドシップ（上田瞳）、ウオッカ（大橋彩香）、ダイワスカーレット（木村千咲）、タイキシャトル（大坪由佳）、グラスワンダー（前田玲奈）、メジロマックイーン（大西沙織）、エルコンドルパサー（髙橋ミナミ）、シンボリルドルフ（田所あずさ）、エアグルーヴ（青木瑠璃子）、マヤノトップガン（星谷美緒）、メジロライアン（土師亜文）、ライスシャワー（石見舞菜香）、アグネスタキオン（上坂すみれ）、ウイニングチケット（渡部優衣）、サクラバクシンオー（三澤紗千香）、スーパークリーク（優木かな）、ハルウララ（首藤志奈）、マチカネフクキタル（新田ひより）、ナイスネイチャ（前田佳織里）、キングヘイロー（佐伯伊織） | 「うまぴょい伝説」                                                                  | ゲーム『ウマ娘 プリティーダービー』関連曲                                                  |
| 2021年3月17日  | ウマ娘 プリティーダービー WINNING LIVE 01                                                                   | オグリキャップ（高柳知葉）、ウオッカ（大橋彩香）、タイキシャトル（大坪由佳）、エルコンドルパサー（髙橋ミナミ）、サクラバクシンオー（三澤紗千香）、ビコーペガサス（田中あいみ）、ナイスネイチャ（前田佳織里）、キングヘイロー（佐伯伊織） | 「本能スピード」                                                                    | ゲーム『ウマ娘 プリティーダービー』関連曲                                                  |
| 2021年3月31日  | ウマ娘 プリティーダービー ANIMATION DERBY Season 2 vol.3 Original Sound Track                               | スペシャルウィーク（和氣あず未）、サイレンススズカ（高野麻里佳）、トウカイテイオー（Machico）、ウオッカ（大橋彩香）、ダイワスカーレット（木村千咲）、ゴールドシップ（上田瞳）、メジロマックイーン（大西沙織）、シンボリルドルフ（田所あずさ）、ナイスネイチャ（前田佳織里）、ツインターボ（花井美春）、イクノディクタス（田澤茉純）、マチカネタンホイザ（遠野ひかる）、メジロパーマー（のぐちゆり）、ダイタクヘリオス（山根綺）、ミホノブルボン（長谷川育美）、ライスシャワー（石見舞菜香）、ビワハヤヒデ（近藤唯）、ナリタタイシン（渡部恵子）、ウイニングチケット （渡部優衣）、キタサンブラック（矢野妃菜喜）、サトノダイヤモンド（立花日菜）、マルゼンスキー（Lynn）、マヤノトップガン（星谷美緒）、ヒシアケボノ（松嵜麗）、エアグルーヴ（青木瑠璃子）、マチカネフクキタル（新田ひより）、メイショウドトウ（和多田美咲）、セイウンスカイ（鬼頭明里）、グラスワンダー（前田玲奈）、エルコンドルパサー（髙橋ミナミ）、サクラバクシンオー（三澤紗千香）、メジロライアン（土師亜文）、メジロドーベル（久保田ひかり）、ナリタブライアン（衣川里佳） | 「うまぴょい伝説（TV Size）」                                                       | テレビアニメ『ウマ娘 プリティーダービー Season 2』エンディングテーマ                       |
| 2021年4月7日   | スキカッテ                                                                                                  | おねがいニジョウ（大橋彩香） | 「スキカッテ」                                                                      | テレビ朝日系『お願い！ランキング』2021年4月度オープニングテーマ                            |
| 2021年4月21日  | 【白猫プロジェクト】Nostalgia Symphony 〜ふたりのエルフと巡りの歌〜                                         | アリアシカ（大橋彩香）、ノクタリカ（三森すずこ） | 「巡りの歌」                                                                        | ゲーム『白猫プロジェクト』関連曲                                                           |
| 2021年4月21日  | 【白猫プロジェクト】Nostalgia Symphony 〜ふたりのエルフと巡りの歌〜                                         | アリアシカ（大橋彩香） | 「巡りの歌」                                                                        | ゲーム『白猫プロジェクト』関連曲                                                           |
| 2021年7月28日  | THE IDOLM@STER POPLINKS POPLINKS TUNE!!!!!                                                                  | 天海春香（中村繪里子）、島村卯月（大橋彩香）、春日未来（山崎はるか）、天道輝（仲村宗悟）、櫻木真乃（関根瞳） | 「POP LINKS TUNE!!!!!」                                                             | ゲーム『アイドルマスター ポップリンクス』テーマ曲                                          |
| 2021年7月28日  | THE IDOLM@STER POPLINKS POPLINKS TUNE!!!!!                                                                  | 島村卯月（大橋彩香） | 「POP LINKS TUNE!!!!!」                                                             | ゲーム『アイドルマスター ポップリンクス』テーマ曲                                          |
| 2021年8月28日  | 3rd EVENT WINNING DREAM STAGE Solo Vocal Tracks Vol.1                                                       | ウオッカ（大橋彩香） | 「本能スピード（Game Size）」                                                       | ゲーム『ウマ娘 プリティーダービー』関連曲                                                  |
| 2021年8月28日  | 3rd EVENT WINNING DREAM STAGE Solo Vocal Tracks Vol.2                                                       | ウオッカ（大橋彩香） | 「ユメヲカケル！」                                                                  | テレビアニメ『ウマ娘 プリティーダービー Season 2』関連曲                                   |
| 2021年11月10日 | THE IDOLM@STER CINDERELLA GIRLS 10th ANNIVERSARY M@GICAL WONDERLAND TOUR!!! MerryMaerchen Land オリジナルCD | 島村卯月（大橋彩香） | 「輝く世界の魔法（M@STER VERSION）」 「Absolute NIne」                              | ゲーム『アイドルマスター シンデレラガールズ』関連曲                                        |
| 2021年12月22日 | THE IDOLM@STER CINDERELLA GIRLS 10th ANNIVERSARY M@GICAL WONDERLAND TOUR!!! Celebration Land オリジナルCD   | 島村卯月（大橋彩香） | 「Take me☆Take you」 「キミのそばでずっと」                                         | ゲーム『アイドルマスター シンデレラガールズ』関連曲                                        |
| 2022年1月26日  | THE IDOLM@STER CINDERELLA MASTER キセキの証 & Let's Sail Away!!! & ココカラミライヘ！                       | 十時愛梨（原田ひとみ）、神崎蘭子（内田真礼）、渋谷凛（福原綾香）、塩見周子（ルゥティン）、島村卯月（大橋彩香）、高垣楓（早見沙織）、安部菜々（三宅麻理恵）、本田未央（原紗友里）、北条加蓮（渕上舞）、鷺沢文香（M・A・O） | 「ココカラミライヘ！」                                                              | ゲーム『アイドルマスター シンデレラガールズ』関連曲                                        |
| 2022年1月26日  | THE IDOLM@STER CINDERELLA MASTER キセキの証 & Let's Sail Away!!! & ココカラミライヘ！ 特別限定盤            | 島村卯月（大橋彩香） | 「ココカラミライヘ！」                                                              | ゲーム『アイドルマスター シンデレラガールズ』関連曲                                        |
| 2022年2月22日  | ウマ娘 プリティーダービー Solo Vocal Tracks Vol.3 -4th EVENT SPECIAL DREAMERS!!-                            | ウオッカ（大橋彩香） | 「Never Looking Back（Game Size）」                                                 | ゲーム『ウマ娘 プリティーダービー』関連曲                                                  |
| 2022年3月16日  | THE IDOLM@STER CINDERELLA GIRLS STARLIGHT MASTER R/LOCK ON! 03 かぼちゃ姫                                   | 島村卯月（大橋彩香） | 「純情接近STORY」                                                                   | ゲーム『アイドルマスター シンデレラガールズ』関連曲                                        |
| 2022年5月29日  | Harmony | 八乙女菫（二ノ宮ゆい）、百瀬百々（廣瀬千夏）、朝比奈日葵（田口華有）、天羽友梨（大橋彩香）、風祭瑠璃（田所あずさ） | 「Harmony」                                                                         | 『swing,sing』テーマソング                                                                 |
| 2022年7月8日   | 銀色メロディ                                                                                                | 天羽友梨（大橋彩香） | 「銀色メロディ」                                                                    | 『swing,sing』関連曲                                                                       |
| 2022年7月      | かがやきサマーデイズ                                                                                        | アビドス高等学校対策委員会 | 「かがやきサマーデイズ」                                                            | Webアニメ『ブルーアーカイブ 1.5周年記念ショートアニメーション』エンディングテーマ          |
| 2022年8月3日   | THE IDOLM@STER CINDERELLA GIRLS STARLIGHT MASTER R/LOCK ON! 07 ストリート・ランウェイ                       | 島村卯月（大橋彩香）、渋谷凛（福原綾香）、本田未央（原紗友里） | 「サラバ、愛しき悲しみたちよ」                                                      | ゲーム『アイドルマスター シンデレラガールズ スターライトステージ』関連曲                   |
| 2022年9月21日  | THE IDOLM@STER CINDERELLA GIRLS STARLIGHT MASTER R/LOCK ON! 08 ラビューダ♡トライアングル                    | 島村卯月（大橋彩香）、宮本フレデリカ（髙野麻美）、喜多日菜子（深川芹亜） | 「ラビューダ♡トライアングル（M@STER VERSION）」                                     | ゲーム『アイドルマスター シンデレラガールズ スターライトステージ』関連曲                   |
| 2022年9月21日  | THE IDOLM@STER CINDERELLA GIRLS STARLIGHT MASTER R/LOCK ON! 08 ラビューダ♡トライアングル                    | 島村卯月（大橋彩香） | 「ラビューダ♡トライアングル（M@STER VERSION）」                                     | ゲーム『アイドルマスター シンデレラガールズ スターライトステージ』関連曲                   |
| 2022年9月28日  | ウマ娘 プリティーダービー WINNING LIVE 08                                                                   | ウオッカ（大橋彩香）、ダイワスカーレット（木村千咲）、マヤノトップガン（星谷美緒）、スマートファルコン（大和田仁美）、ダイタクヘリオス（山根綺）、サクラローレル（真野美月）、ヤマニンゼファー（今泉りおな）、ダイイチルビー（礒部花凜）、アストンマーチャン（井上ほの花）、ケイエスミラクル（佐藤日向）、コパノリッキー（稲垣好）、ホッコータルマエ（菊池紗矢香）、ワンダーアキュート（須藤叶希） | 「Gaze on Me!」                                                                     | ゲーム『ウマ娘 プリティーダービー』関連曲                                                  |
| 2022年9月28日  | ウマ娘 プリティーダービー WINNING LIVE 08                                                                   | スペシャルウィーク（和氣あず未）、サイレンススズカ（高野麻里佳）、ゴールドシップ（上田瞳）、ウオッカ（大橋彩香）、ダイワスカーレット（木村千咲）、メジロマックイーン（大西沙織）、ナリタブライアン（衣川里佳）、マヤノトップガン（星谷美緒）、ライスシャワー（石見舞菜香）、ウイニングチケット（渡部優衣）、スマートファルコン（大和田仁美）、ダイタクヘリオス（山根綺）、サクラローレル（真野美月）、ヤマニンゼファー（今泉りおな）、ダイイチルビー（礒部花凜）、アストンマーチャン（井上ほの花）、ケイエスミラクル（佐藤日向）、コパノリッキー（稲垣好）、ホッコータルマエ（菊池紗矢香）、ワンダーアキュート（須藤叶希） | 「うまぴょい伝説」                                                                  | ゲーム『ウマ娘 プリティーダービー』関連曲                                                  |
| 2022年10月4日  | ウマ娘 プリティーダービー Solo Vocal Tracks Vol.5 －4th EVENT SPECIAL DREAMERS!! EXTRA STAGE－              | ウオッカ（大橋彩香） | 「We are DREAMERS!!（Game Size）」 「笑顔の宝物 -Beyond The Future!-（Game Size）」 | ゲーム『ウマ娘 プリティーダービー』関連曲                                                  |
| 2022年10月26日 | SHINEPOST Character Song Collection                                                                         | 螢（大橋彩香） | 「Sweet Surrender」 「前奏曲」                                                      | テレビアニメ『シャインポスト』挿入歌                                                       |
| 2022年12月28日 | ウマ娘 プリティーダービー WINNING LIVE 09                                                                   | トウカイテイオー（Machico）、オグリキャップ（高柳知葉）、ウオッカ（大橋彩香）、タイキシャトル（大坪由佳）、エルコンドルパサー（髙橋ミナミ）、テイエムオペラオー（徳井青空）、ナリタブライアン（衣川里佳）、エアグルーヴ（青木瑠璃子）、タマモクロス（大空直美）、ビワハヤヒデ（近藤唯）、マヤノトップガン（星谷美緒）、ミホノブルボン（長谷川育美）、イナリワン（井上遥乃）、キタサンブラック（矢野妃菜喜） | 「Ms. VICTORIA」                                                                    | ゲーム『ウマ娘 プリティーダービー』関連曲                                                  |
| 2022年12月28日 | ウマ娘 プリティーダービー WINNING LIVE 09                                                                   | トウカイテイオー（Machico）、オグリキャップ（高柳知葉）、ウオッカ（大橋彩香）、タイキシャトル（大坪由佳）、エルコンドルパサー（髙橋ミナミ）、テイエムオペラオー（徳井青空）、ナリタブライアン（衣川里佳）、エアグルーヴ（青木瑠璃子）、タマモクロス（大空直美）、ビワハヤヒデ（近藤唯）、マヤノトップガン（星谷美緒）、ミホノブルボン（長谷川育美）、イナリワン（井上遥乃）、スマートファルコン（大和田仁美）、キタサンブラック（矢野妃菜喜）、コパノリッキー（稲垣好）、ホッコータルマエ（菊池紗矢香）、ワンダーアキュート（須藤叶希） | 「うまぴょい伝説」                                                                  | ゲーム『ウマ娘 プリティーダービー』関連曲                                                  |
| 2023年3月29日  | アニメ『うまゆる』アルバム                                                                                  | ウオッカ（大橋彩香）、ダイワスカーレット（木村千咲）、ツルマルツヨシ（青山吉能）、シンボリクリスエス（春川芽生）、タニノギムレット（松岡美里） | 「ゆるパカHAPPY DAYS!」                                                             | Webアニメ『うまゆる』エンディングテーマ                                                    |
| 2023年3月29日  | アニメ『うまゆる』アルバム                                                                                  | ウオッカ（大橋彩香）、シンボリルドルフ（田所あずさ）、エアグルーヴ（青木瑠璃子）、アグネスデジタル（鈴木みのり）、タニノギムレット（松岡美里） | 「Bright Melody」                                                                   | Webアニメ『うまゆる』エンディングテーマ                                                    |
| 2023年3月29日  | アニメ『うまゆる』アルバム                                                                                  | スペシャルウィーク（和氣あず未）、サイレンススズカ（高野麻里佳）、トウカイテイオー（Machico）、マルゼンスキー（Lynn）、オグリキャップ（高柳知葉）、ゴールドシップ（上田瞳）、ウオッカ（大橋彩香）、ダイワスカーレット（木村千咲）、グラスワンダー（前田玲奈）、メジロマックイーン（大西沙織）、エルコンドルパサー（髙橋ミナミ）、テイエムオペラオー（徳井青空）、シンボリルドルフ（田所あずさ）、エアグルーヴ（青木瑠璃子）、アグネスデジタル（鈴木みのり）、セイウンスカイ（鬼頭明里）、ファインモーション（橋本ちなみ）、マヤノトップガン（星谷美緒）、ユキノビジン（山本希望）、アグネスタキオン（上坂すみれ）、イナリワン（井上遥乃）、ウイニングチケット（渡部優衣）、エアシャカール（津田美波）、トーセンジョーダン（鈴木絵理）、ナカヤマフェスタ（下地紫野）、ナリタタイシン（渡部恵子）、ハルウララ（首藤志奈）、マチカネフクキタル（新田ひより）、メイショウドトウ（和多田美咲）、キングヘイロー（佐伯伊織）、マチカネタンホイザ（遠野ひかる）、ダイタクヘリオス（山根綺）、ツインターボ（花井美春）、シリウスシンボリ（ファイルーズあい）、ツルマルツヨシ（青山吉能）、シンボリクリスエス（春川芽生）、タニノギムレット（松岡美里）、ハッピーミーク（吉咲みゆ） | 「うまぴょい伝説（Game Size）」                                                     | Webアニメ『うまゆる』エンディングテーマ                                                    |
| 2023年3月29日  | ウマ娘 プリティーダービー WINNING LIVE 11                                                                   | トウカイテイオー（Machico）、ウオッカ（大橋彩香）、シンボリルドルフ（田所あずさ）、ツルマルツヨシ（青山吉能）、タニノギムレット（松岡美里） | 「Everlasting BEATS」                                                               | ゲーム『ウマ娘 プリティーダービー』関連曲                                                  |
| 2023年3月29日  | ウマ娘 プリティーダービー WINNING LIVE 11                                                                   | スペシャルウィーク（和氣あず未）、トウカイテイオー（Machico）、ウオッカ（大橋彩香）、テイエムオペラオー（徳井青空）、ナリタブライアン（衣川里佳）、シンボリルドルフ（田所あずさ）、マヤノトップガン（星谷美緒）、マンハッタンカフェ（小倉唯）、アグネスタキオン（上坂すみれ）、アドマイヤベガ（咲々木瞳）、マーベラスサンデー （三宅麻理恵）、ミスターシービー（天海由梨奈）、ツインターボ（花井美春）、サトノダイヤモンド（立花日菜）、キタサンブラック（矢野妃菜喜）、ツルマルツヨシ（青山吉能）、サクラローレル（真野美月）、ナリタトップロード（中村カンナ）、シンボリクリスエス（春川芽生）、タニノギムレット（松岡美里）、メジロラモーヌ（東山奈央）、サトノクラウン（鈴代紗弓）、シュヴァルグラン（夏吉ゆうこ）、ジャングルポケット（藤本侑里）、カツラギエース（藤原夏海） | 「うまぴょい伝説」                                                                  | ゲーム『ウマ娘 プリティーダービー』関連曲                                                  |
| 2023年9月13日  | ウマ娘 プリティーダービー WINNING LIVE 14                                                                   | ゴールドシップ（上田瞳）、ウオッカ（大橋彩香）、エルコンドルパサー（髙橋ミナミ）、マンハッタンカフェ（小倉唯）、エアシャカール（津田美波）、エイシンフラッシュ（藤野彩水）、ナカヤマフェスタ（下地紫野）、サトノダイヤモンド（立花日菜）、キタサンブラック（矢野妃菜喜）、シリウスシンボリ（ファイルーズあい）、サクラローレル（真野美月）、ネオユニヴァース（白石晴香）、タップダンスシチー（篠田みなみ） | 「L’Arc de gloire」                                                                 | ゲーム『ウマ娘 プリティーダービー』関連曲                                                  |
| 2023年9月13日  | ウマ娘 プリティーダービー WINNING LIVE 14                                                                   | ゴールドシップ（上田瞳）、ウオッカ（大橋彩香）、エルコンドルパサー（髙橋ミナミ）、マンハッタンカフェ（小倉唯）、エアシャカール（津田美波）、エイシンフラッシュ（藤野彩水）、ゴールドシチー（香坂さき）、トーセンジョーダン（鈴木絵理）、ナカヤマフェスタ（下地紫野）、メジロパーマー（のぐちゆり）、ダイタクヘリオス（山根綺）、サトノダイヤモンド（立花日菜）、キタサンブラック（矢野妃菜喜）、シリウスシンボリ（ファイルーズあい）、サクラローレル（真野美月）、ネオユニヴァース（白石晴香）、タップダンスシチー（篠田みなみ） | 「うまぴょい伝説」                                                                  | ゲーム『ウマ娘 プリティーダービー』関連曲                                                  |
| 2023年9月16日  | ウマ娘 プリティーダービー Solo Vocal Tracks Vol.7 5th EVENT ARENA TOUR GO BEYOND -GAZE-                     | ウオッカ（大橋彩香） | 「Everlasting BEATS（Game Size）」                                                  | ゲーム『ウマ娘 プリティーダービー』関連曲                                                  |
| 2023年11月1日  | ウマ娘 プリティーダービー Season 3 ANIMATION DERBY Season 3 vol.2「アコガレChallenge Dash!!」               | キタサンブラック（矢野妃菜喜）、スペシャルウィーク（和氣あず未）、サイレンススズカ（高野麻里佳）、トウカイテイオー（Machico）、ウオッカ（大橋彩香）、ダイワスカーレット（木村千咲）、ゴールドシップ（上田瞳）、メジロマックイーン（大西沙織） | 「アコガレChallenge Dash!!」                                                        | テレビアニメ『ウマ娘 プリティーダービー Season 3』エンディングテーマ                       |
| 2023年11月1日  | ウマ娘 プリティーダービー Season 3 ANIMATION DERBY Season 3 vol.2「アコガレChallenge Dash!!」               | キタサンブラック（矢野妃菜喜）、スペシャルウィーク（和氣あず未）、サイレンススズカ（高野麻里佳）、トウカイテイオー（Machico）、ウオッカ（大橋彩香）、ダイワスカーレット（木村千咲）、ゴールドシップ（上田瞳）、メジロマックイーン（大西沙織） | 「うまぴょい伝説」                                                                  | テレビアニメ『ウマ娘 プリティーダービー Season 3』関連曲                                   |
| 2023年12月6日  | 異次元★♥BIGBANG                                                                                             | 島村卯月（大橋彩香）、最上静香（田所あずさ）、月岡恋鐘（礒部花凜）、高海千歌（伊波杏樹）、上原歩夢（大西亜玖璃）、澁谷かのん（伊達さゆり）、日野下花帆（楡井希実） | 「異次元★♥BIGBANG」                                                                 | ライブイベント『異次元フェス アイドルマスター★♥ラブライブ！歌合戦』テーマソング            |
| 2024年1月10日  | TVアニメ『ウマ娘 プリティーダービー Season 3』ANIMATION DERBY Season 3 vol.3 Original Sound Track           | キタサンブラック（矢野妃菜喜）、サトノダイヤモンド（立花日菜）、サトノクラウン（鈴代紗弓）、シュヴァルグラン（夏吉ゆうこ）、サウンズオブアース（MAKIKO）、ドゥラメンテ（秋奈）、トウカイテイオー（Machico）、メジロマックイーン（大西沙織）、ゴールドシップ（上田瞳）、スペシャルウィーク（和氣あず未）、サイレンススズカ（高野麻里佳）、ウオッカ（大橋彩香）、ダイワスカーレット（木村千咲）、ナイスネイチャ（前田佳織里）、ツインターボ（花井美春）、イクノディクタス（田澤茉純）、マチカネタンホイザ（遠野ひかる）、ロイスアンドロイス（田辺留依）、ヴィルシーナ（奥野香耶）、ヴィブロス（伊藤彩沙）、シンボリルドルフ（田所あずさ）、エアグルーヴ（青木瑠璃子）、ミホノブルボン（長谷川育美）、ライスシャワー（石見舞菜香）、サクラバクシンオー（三澤紗千香）、トーセンジョーダン（鈴木絵理）、マチカネフクキタル（新田ひより）、メイショウドトウ（和多田美咲）、メジロパーマー（のぐちゆり）、ダイタクヘリオス（山根綺）、コパノリッキー（稲垣好） | 「うまぴょい伝説」                                                                  | テレビアニメ『ウマ娘 プリティーダービー Season 3』エンディングテーマ                       |
| 2024年2月28日  | THE IDOLM@STER CINDERELLA MASTER パジャマジャマ ＆ この恋の解を答えなさい                                   | THE IDOLM@STER CINDERELLA GIRLS Stage for Cinderella groupC BEST5! | 「パジャマジャマ」                                                                  | ゲーム『アイドルマスター シンデレラガールズ スターライトステージ』関連曲                   |
| 2024年3月27日  | プリンセスコネクト！Re:Dive PRICONNE CHARACTER SONG 38                                                      | ハツネ（大橋彩香） | 「ミライノユメ」                                                                    | ゲーム『プリンセスコネクト！Re:Dive』挿入歌                                                |
| 2024年6月12日  | 『BLUE PROTOCOL』Songs Collection 星の彼方へ/バファリア聖歌                                                 | シャルロット（千本木彩花）、ミルレーネ（日笠陽子）、ララフォルテ（大橋彩香） | 「星の彼方へ」 「バファリア聖歌」                                                   | ゲーム『BLUE PROTOCOL』挿入歌                                                              |
| 2024年8月31日  | ウマ娘 プリティーダービー Solo Vocal Tracks Vol.10 Twinkle Circle! in HAKODATE                              | ウオッカ（大橋彩香） | 「L'Arc de gloire（Game Size）」 「トレセン音頭（Game Size）」                      | ゲーム『ウマ娘 プリティーダービー』関連曲                                                  |
| 2024年9月11日  | 青春のアーカイブ/真昼の空の月                                                                               | アビドス高等学校対策委員会 | 「青春のアーカイブ」                                                                | テレビアニメ『ブルーアーカイブ The Animation』オープニングテーマ                           |
| 2024年9月11日  | 青春のアーカイブ/真昼の空の月                                                                               | アビドス高等学校対策委員会 | 「真昼の空の月」                                                                    | テレビアニメ『ブルーアーカイブ The Animation』エンディングテーマ                           |
| 2024年9月11日  | THE IDOLM@STER CINDERELLA GIRLS STARLIGHT MASTER HEART TICKER! 09 神様！絶対だよ                            | イヴ・サンタクロース（松永あかね）、西園寺琴歌（安齋由香里）、島村卯月（大橋彩香）、高森藍子（金子有希）、新田美波（洲崎綾） | 「神様！絶対だよ（M@STER VERSION）」                                                | ゲーム『アイドルマスター シンデレラガールズ スターライトステージ』関連曲                   |
| 2024年9月11日  | THE IDOLM@STER CINDERELLA GIRLS STARLIGHT MASTER HEART TICKER! 09 神様！絶対だよ                            | 島村卯月（大橋彩香） | 「神様！絶対だよ（M@STER VERSION）」                                                | ゲーム『アイドルマスター シンデレラガールズ スターライトステージ』関連曲                   |
| 2024年10月16日 | TVアニメ『響け！ユーフォニアム3』キャラクターソングシングル Vol.2                                           | 黒江真由（戸松遥）、釜屋つばめ（大橋彩香） | 「重ねたい音に寄り添って」                                                          | テレビアニメ『響け!ユーフォニアム3』関連曲                                                 |
| 2024年12月11日 | アイ NEED YOU（FOR WONDERFUL STORY）【シンデレラガールズ盤】                                                | THE IDOLM@STER BRILLIANT STARS | 「アイ NEED YOU（FOR WONDERFUL STORY）」                                            | 「アイドルマスターシリーズ」20周年記念楽曲                                                 |
| 2024年12月11日 | アイ NEED YOU（FOR WONDERFUL STORY）【シンデレラガールズ盤】                                                | CINDERELLA GIRLS | 「アイ NEED YOU（FOR WONDERFUL STORY）」                                            | 「アイドルマスターシリーズ」20周年記念楽曲                                                 |
| 2024年12月11日 | アイ NEED YOU（FOR WONDERFUL STORY）【シンデレラガールズ盤】                                                | 島村卯月（大橋彩香） | 「アイ NEED YOU（FOR WONDERFUL STORY）」                                            | 「アイドルマスターシリーズ」20周年記念楽曲                                                 |
| 2025年1月19日  | ブルーアーカイブ 青春あんさんぶる Vol.9 「対策委員会」                                                      | 対策委員会 | 「一緒の約束」                                                                      | ゲーム『ブルーアーカイブ -Blue Archive-』関連曲                                            |
| 2025年10月22日 | メメントモリ Lament Collection Vol.3 〜Witches of Qlipha〜                                                  | ルサールカ（大橋彩香） | 「III. THE RAIN」                                                                   | ゲーム『メメントモリ』キャラクター専用曲                                                   |

### その他参加楽曲
| 発売日        | 商品名                                          | 歌                                                                                                 | 楽曲                                                                                 | 備考                                |
| ------------- | ----------------------------------------------- | -------------------------------------------------------------------------------------------------- | ------------------------------------------------------------------------------------ | ----------------------------------- |
| 2014年12月3日 | あどりぶ MUSIC CLIP〜SEASIDE LIVE FES 2014〜    | 巽悠衣子、大橋彩香                                                                                 | 「Starting Up!」 「超無敵ハイスピード☆」 「Rambling Heart」 「Bright My Wonderland」 | ラジオ『あどりぶ』関連曲            |
| 2014年12月3日 | あどりぶ MUSIC CLIP〜SEASIDE LIVE FES 2014〜    | 中村繪里子、田村睦心、洲崎綾、西明日香、内田彩、浅倉杏美、巽悠衣子、大橋彩香                       | 「New Horizon」                                                                      | ラジオ『あどりぶ』関連曲            |
| 2015年8月26日 | ラブ+I・N・G                                    | つん♡へご                                                                                          | 「ラブ+I・N・G」                                                                     | テレビ番組『アニソンCLUB!-i』関連曲 |
| 2015年12月4日 | あどりぶ MUSIC FLAVORS〜SEASIDE LIVE FES 2015〜 | 巽悠衣子、大橋彩香                                                                                 | 「STAR LIGHT☆PARTY」 「友・愛Dilemma」 「檸檬のデッサン」 「survivor!」              | ラジオ『あどりぶ』関連曲            |
| 2015年12月4日 | あどりぶ MUSIC FLAVORS〜SEASIDE LIVE FES 2015〜 | 洲崎綾、西明日香、内田彩、浅倉杏美、巽悠衣子、大橋彩香、佳村はるか、橋本ちなみ、田丸篤志、内田雄馬 | 「Thank You For Being You」                                                          | ラジオ『あどりぶ』関連曲            |
| 2016年11月5日 | あどりぶ MUSIC HOURS〜SEASIDE LIVE FES 2016〜   | 巽悠衣子、大橋彩香                                                                                 | 「共にこの空を」 「会いにいくよ」 「光をかざして」 「シグナル」                      | ラジオ『あどりぶ』関連曲            |
| 2016年11月5日 | あどりぶ MUSIC HOURS〜SEASIDE LIVE FES 2016〜   | 洲崎綾、西明日香、内田彩、浅倉杏美、巽悠衣子、大橋彩香、田丸篤志、内田雄馬、照井春佳、諏訪彩花     | 「Blessing the Sky」                                                                 | ラジオ『あどりぶ』関連曲            |
| 2017年11月8日 | あどりぶ SEASIDE LIVE FES 2017〜RAINBOW〜       | 巽悠衣子、大橋彩香                                                                                 | 「未来の旋律」 「世界の果て」 「just go my way」 「刻印の花びら」                    | ラジオ『あどりぶ』関連曲            |
| 2017年11月8日 | あどりぶ SEASIDE LIVE FES 2017〜RAINBOW〜       | 洲崎綾、西明日香、巽悠衣子、大橋彩香、田丸篤志、内田雄馬、照井春佳、諏訪彩花、桑原由気、本渡楓     | 「Sweet December」                                                                   | ラジオ『あどりぶ』関連曲            |

## ライブ・イベント

### 単独イベント
| 年     | タイトル                                                                       | 会場                               |
| ------ | ------------------------------------------------------------------------------ | ---------------------------------- |
| 2013年 | 急でごめんねっ!大橋彩香バースデーイベント〜19歳になるっ!                       | 9月16日 Twin Box AKIHABARA         |
| 2013年 | 大橋彩香のボカロ祭り in あるあるcity                                           | 11月23日 あるあるCity              |
| 2014年 | 大橋彩香のボカロ祭り in 秋葉原モエファーレ                                     | 4月13日 秋葉原モエファーレ         |
| 2014年 | 大橋彩香バースデーイベント〜はっしーバースデー2014〜                           | 9月16日 新宿BLAZE                  |
| 2015年 | 大橋彩香バースデーイベント〜はっしーバースデー2015〜                           | 9月13日 EX THEATER ROPPONGI        |
| 2016年 | 大橋彩香バースデーイベント〜はっしーバースデー2016〜                           | 9月22日 EX THEATER ROPPONGI        |
| 2017年 | 大橋彩香のSUPERへごまわし！                                                    | 4月9日 有楽町 よみうりホール       |
| 2017年 | 大橋彩香バースデーイベント〜はっしーバースデー2017〜                           | 9月24日 EX THEATER ROPPONGI        |
| 2018年 | 大橋彩香バースデーイベント〜はっしーバースデー2018〜                           | 9月24日 メルパルクホール           |
| 2021年 | 大橋彩香 1st Family Meeting！〜はじめての大家族会議〜                          | 7月22日 新都市ホール〈2公演〉      |
| 2021年 | 大橋彩香バースデーイベント〜はっしーバースデー2021〜                           | 10月24日 KT Zepp Yokohama〈2公演〉 |
| 2022年 | 大橋彩香 2st Family Meeting！〜今年も終わりますね。いかがお過ごしでしょうか〜  | 12月11日 幕張国際研修センター      |
| 2022年 | 大橋彩香クリスマスイベント〜チキンもいいけど、あやかと過ごすのもいいよね笑〜   | 12月11日 幕張国際研修センター      |
| 2023年 | 大橋彩香 1st Fan Meeting in Korea                                              | 5月21日 WEST BRIDGE（韓国）        |
| 2023年 | 大橋彩香 1st Fan Meeting in Shanghai                                           | 10月21日 星球影棚（中国）〈2公演〉 |
| 2023年 | 大橋彩香 3rd Family Meeting！〜いい笑顔の日に、あやかと一緒に笑いませんか？〜  | 11月25日 イイノホール              |
| 2023年 | 大橋彩香クリスマスイベント？〜少し早いですが、あやかとメリークリスマス〜       | 11月25日 イイノホール              |
| 2024年 | 大橋彩香 2nd Fan Meeting in Korea talk & mini live                             | 4月13日 musinsa garage（韓国）     |
| 2025年 | 大橋彩香 4th Family Meeting！ 〜あけおめ！ことよろ！新年会だって、急げ〜！！〜 | 1月25日 イイノホール               |
| 2025年 | 大橋彩香クリスマスイベント？ 〜あれ？もう1月？？忘れん坊のあやタクロース〜     | 1月25日 イイノホール               |

### 合同ライブ・イベント
| 公演日         | タイトル | 会場                                                                  |
| 2012年         | 2012年 | 2012年                                                                |
| -------------- | --- | --------------------------------------------------------------------- |
| 12月28日       | アイドルマスター シャイニーフェスタ＋シンデレラガールズ スペシャルパーティー                                                                        | 新宿BLAZE                                                             |
| 2013年         | |                                                                       |
| 3月2日         | M@N☆GIRL!お披露目公演「はじめまして M@N☆GIRL!」 | TwinBox AKIHABARA                                                     |
| 3月9日         | M@N☆GIRL! 2ndイベント | 初台The DOORS                                                         |
| 4月13日        | HiBiKi Radio Station × THE IDOLM@STER 春のP祭り 〜デレラジの部〜                                                                                    | 日本青年館ホール                                                      |
| 6月22日        | @JAM 2013 アニソンDay supported by リスアニ!TV | Zepp DiverCity (TOKYO)                                                |
| 8月4日         | TVアニメ『まんがーる！』イベント『M@N☆GIRL! The Last Party!』                                                                                       | 恵比寿LIVE GATE TOKYO                                                 |
| 10月26日       | Anisong Ichiban!! presented by HoriPro vol.1 | AKIBAカルチャーズ劇場                                                 |
| 11月30日       | Anisong Ichiban!! presented by HoriPro vol.2 | AKIBAカルチャーズ劇場                                                 |
| 12月15日       | 『ファンタジスタドール』クリスマスパーティー2013 | ニッショーホール                                                      |
| 12月22日       | Anisong Ichiban!! presented by HoriPro vol.3 | AKIBAカルチャーズ劇場                                                 |
| 2014年         | |                                                                       |
| 1月18日        | Anisong Ichiban!! presented by HoriPro vol.4 | AKIBAカルチャーズ劇場                                                 |
| 1月25日        | リスアニ！LIVE-4 -SATURDAY STAGE- | 日本武道館                                                            |
| 2月16日        | Anisong Ichiban!! presented by HoriPro vol.5 | AKIBAカルチャーズ劇場                                                 |
| 2月22-23日     | THE IDOLM@STER M@STERS OF IDOL WORLD!!2014 | さいたまスーパーアリーナ                                              |
| 3月7日         | アニトーク！ひな祭り！！ | TOKYO DOME CITY HALL                                                  |
| 3月22日        | Anisong Ichiban!! presented by HoriPro in AnimeJapan                                                                                                | 東京ビッグサイト                                                      |
| 3月30日        | Anisong Ichiban!! presented by HoriPro vol.6 | AKIBAカルチャーズ劇場                                                 |
| 4月5-6日       | THE IDOLM@STER CINDERELLA GIRLS 1stLIVE WONDERFUL M@GIC!!                                                                                           | 舞浜アンフィシアター                                                  |
| 4月27日        | 「GO!GO! 575」鳩寺女子学園新入生歓迎会 | AKIBAカルチャーズ劇場                                                 |
| 6月1日         | Super Anisong Ichiban!!!! presented by HoriPro in 赤坂BLITZ                                                                                         | 赤坂BLITZ                                                             |
| 7月6日         | Anisong Ichiban!! presented by HoriPro vol.7 | AKIBAカルチャーズ劇場                                                 |
| 8月1日         | 世界コスプレサミット前夜祭 NAGOYAアニソンフェス2014                                                                                                 | 名古屋市公会堂                                                        |
| 8月30日        | Animelo Summer Live 2014 -ONENESS- | さいたまスーパーアリーナ                                              |
| 9月13日        | 15th Anniversary Live ランティス祭り 2014 〜つなぐぜ！アニソンの“わ”！〜 関東公演                                                                   | 潮風公園太陽の広場                                                    |
| 9月21日        | TOKYOアニメパーク BANDAI NAMCO ANIME CAMP 2014 | 潮風公園太陽の広場                                                    |
| 10月12日       | ANISAMA WORLD 2014 in Saitama | 大宮ソニックシティ 大ホール                                           |
| 10月18日       | Anisong Ichiban!! presented by HoriPro in Osaka! | ESAKA MUSE                                                            |
| 11月2日        | Anisong Ichiban!! presented by HoriPro in KOKURA | あるあるYY劇場                                                        |
| 11月30日       | THE IDOLM@STER CINDERELLA GIRLS 2ndLIVE PARTY M@GIC!!                                                                                               | 国立代々木競技場第一体育館                                            |
| 12月6日        | Anime Festival Asia 2014 I LOVE ANISONG CONCERT | Suntec International Convention and Exhibition Centre（シンガポール） |
| 12月21日       | SEASIDE LIVE FES 2014 | 神奈川芸術劇場                                                        |
| 2015年         | |                                                                       |
| 1月11日        | 「アカメが斬る！」スペシャルイベント「殺し屋たちの謝肉祭」                                                                                          | 山野ホール                                                            |
| 1月24日        | リスアニ！LIVE-5 -SATURDAY STAGE- | 日本武道館                                                            |
| 1月31日        | Anisong Ichiban!! presented by HoriPro in NAGOYA!!                                                                                                  | CLUB QUATTRO                                                          |
| 2月15日        | さばげぶっ！ ゲスかわ☆ガールズ JAPAN TOUR 2015 FINAL                                                                                                | 舞浜アンフィシアター                                                  |
| 2月22日        | あどりぶグランプリ2015 | ニッショーホール                                                      |
| 2月28日        | ANIMAX MUSIX 2015 OSAKA | オリックス劇場                                                        |
| 4月19日        | ANISONG WORLD TOUR 2015 Lantis Festival in Taipei                                                                                                   | TICC台北国際会議センター（台湾）                                      |
| 6月7日         | Anisong Ichiban!! presented by HoriPro in KANAZAWA!!                                                                                                | 金沢 EIGHT HALL                                                       |
| 6月28日        | 『デレラジA』 公開録音〜デレソニ〜 | 大宮ソニックシティ 大ホール                                           |
| 7月19日        | THE IDOLM@STER M@STERS OF IDOL WORLD!! 2015 | 西武ドーム                                                            |
| 8月2日         | THE IDOLM@STER CINDERELLA GIRLS SUMMER FESTIV@L 2015 東京公演                                                                                       | 舞浜アンフィシアター                                                  |
| 8月25日        | THE IDOLM@STER CINDERELLA GIRLS SUMMER FESTIV@L 2015 大阪公演                                                                                       | グランキューブ大阪                                                    |
| 8月29-30日     | Animelo Summer Live 2015 -THE GATE- | さいたまスーパーアリーナ                                              |
| 10月10日       | Anisong Ichiban!! presented by HoriPro featuring JAPAN POP CULTURE CARNIVAL 2015 in MATSUDO!                                                        | 松戸森のホール21                                                      |
| 10月11日       | BanG_Dream! 4th Live「ようこそ！ぽっぴん☆PARTY！！！！！」                                                                                          | ディファ有明                                                          |
| 10月17日       | animeloLIVE! Presents アニソンCLUB!-i vol.10 in 大宮ソニックシティ                                                                                  | 大宮ソニックシティ 大ホール                                           |
| 11月21日       | ANIMAX MUSIX 2015 YOKOHAMA | 横浜アリーナ                                                          |
| 11月28-29日    | THE IDOLM@STER CINDERELLA GIRLS 3rdLIVE シンデレラの舞踏会 - Power of Smile -                                                                       | 幕張メッセ 国際展示場ホール                                           |
| 12月13日       | ミルキィホームズPresents ブシロードライブ2015 | 有明コロシアム                                                        |
| 12月27日       | SEASIDE LIVE FES 2015 | パシフィコ横浜 国立大ホール                                           |
| 2016年         | |                                                                       |
| 1月17日        | こはるん＆結衣と行く 第4回てさプルん♪ピクニック | よみうりランド 日テレらんらんホール                                   |
| 1月23日        | リスアニ！LIVE 2016 -SATURDAY STAGE- | 日本武道館                                                            |
| 2月12日        | animeloLIVE! Presents アニソンCLUB!-i in ニッショーホール アニソンラブ学園 オープンキャンパス〜Gimme that Tune! Hey，Go!!! ラブは魔法のアイコトバ〜 | ニッショーホール                                                      |
| 2月14日        | SEASIDE WINTER FESTIVAL 2016 | 中野サンプラザ                                                        |
| 2月21日        | てさプル！催しもの | パシフィコ横浜 国立大ホール                                           |
| 3月25日        | animeloLIVE! Presents アニソンCLUB! in ディファ有明 -AnimeJapan前夜祭-                                                                              | ディファ有明                                                          |
| 3月31日        | ANISON HISTORY Japan!! | NHKホール                                                             |
| 4月3日         | ミラクルなガールズのフェスティバル（トークパート）                                                                                                  | 赤坂BLITZ                                                             |
| 4月24日        | BanG Dream! First☆LIVE Sprin' PARTY 2016! | 品川プリンスホテル ステラボール                                       |
| 5月1日         | 「コメット・ルシファー」プレミアムイベント〜ライブファンタジア〜                                                                                    | オリンパスホール八王子                                                |
| 5月22日        | あどりぶグランプリ2016 | 中野サンプラザ                                                        |
| 7月2日         | animeloLIVE! presents アニソンCLUB! VOL.02【夜の部】                                                                                                | ディファ有明                                                          |
| 8月26-27日     | Animelo Summer Live 2016 刻-TOKI- | さいたまスーパーアリーナ                                              |
| 9月3-4日       | THE IDOLM@STER CINDERELLA GIRLS 4thLIVE TriCastle Story Starlight Castle                                                                            | 神戸ワールド記念ホール                                                |
| 10月16日       | THE IDOLM@STER CINDERELLA GIRLS 4thLIVE TriCastle Story 346 Castle                                                                                  | さいたまスーパーアリーナ                                              |
| 10月29日       | Super Anisong Ichiban!!!! presented by HoriPro in ディファ有明                                                                                      | ディファ有明                                                          |
| 11月13日       | BanG Dream! Second☆LIVE Starrin’ PARTY 2016! | TOKYO DOME CITY HALL                                                  |
| 11月19日       | THE IDOLM@STER CINDERELLA GIRLS 5th Anniversary Party ニコ生SP                                                                                      | 森のホール21                                                          |
| 12月1日        | Act Against AIDS 2016「アニソン AAA Vol.5〜影山ヒロノブ・遠藤正明・きただにひろしのゆかいな仲間たち〜」in Zepp Tokyo                                | Zepp Tokyo                                                            |
| 12月4日        | リスアニ！LIVE TAIWAN Supported by 戰鬥女子學園 | TICC台北国際会議センター（台湾）                                      |
| 12月10日       | SEASIDE LIVE FES 2016前日祭 | 舞浜アンフィシアター                                                  |
| 12月11日       | SEASIDE LIVE FES 2016 | 舞浜アンフィシアター                                                  |
| 2017年         | |                                                                       |
| 1月14日        | ANIMAX MUSIX 2017 OSAKA | 大阪城ホール                                                          |
| 2月5日         | BanG Dream! 3rd☆LIVE Sparklin' PARTY 2017! | TOKYO DOME CITY HALL                                                  |
| 2月12日        | SEASIDE WINTER FESTIVAL 2017 | 中野サンプラザ                                                        |
| 4月30日        | ミルキィホームズ＆ブシロード10周年＆スクフェス4周年記念ライブ in 横浜アリーナ                                                                       | 横浜アリーナ                                                          |
| 5月14日        | あどりぶグランプリ2017 | 中野サンプラザ                                                        |
| 5月28日        | @JAM 2017 | Zepp DiverCity (TOKYO)                                                |
| 6月9-10日      | THE IDOLM@STER CINDERELLA GIRLS 5thLIVE TOUR Serendipity Parade!!! 大阪公演                                                                         | 大阪城ホール                                                          |
| 6月23-24日     | Anisong World Matsuri Presents Lantis Party 2017 〜UTAHIME LIVE〜                                                                                   | Legacy Taipei（台湾）                                                 |
| 7月1日         | ウマ娘 1st EVENT「Special Weekend!」 | 舞浜アンフィシアター                                                  |
| 7月30日        | MOTTO ANISONG FESTIVAL | 広州体育館（中国）                                                    |
| 8月13日        | THE IDOLM@STER CINDERELLA GIRLS 5thLIVE TOUR Serendipity Parade!!! さいたまスーパーアリーナ公演                                                     | さいたまスーパーアリーナ                                              |
| 8月21日        | BanG Dream! 4th☆LIVE Miracle PARTY 2017! at 日本武道館                                                                                              | 日本武道館                                                            |
| 8月25日        | Animelo Summer Live 2017 -THE CARD- | さいたまスーパーアリーナ                                              |
| 9月10日        | SEASIDE SUMMER FESTIVAL 2017 in OSAKA | なんばHatch                                                           |
| 10月22日       | Anisong Ichiban!! presented by HoriPro featuring JAPAN POP CULTURE CARNIVAL 2017 IN MATSUDO                                                         | 松戸森のホール21                                                      |
| 11月4日        | Poppin’Party Fan Meeting 2017! | 豊洲PIT                                                               |
| 11月12日       | 政宗くんのイベント〜食欲の愛姫〜 | ニッショーホール                                                      |
| 11月19日       | アイドルマスターシンデレラガールズ 6th Anniversary Memorial Party                                                                                   | 舞浜アンフィシアター                                                  |
| 12月9日        | SEASIDE LIVE FES 2017 前日祭 | 舞浜アンフィシアター                                                  |
| 12月10日       | SEASIDE LIVE FES 2017〜RAINBOW〜 | 舞浜アンフィシアター                                                  |
| 12月16日       | ウマ娘 プリティーダービー 2017年ファイナルイベント＆アニメ新情報発表会 有明記念                                                                     | ディファ有明                                                          |
| 2018年         | |                                                                       |
| 1月13-14日     | ガルパーティ！in東京 ガルパライブ | 東京ビッグサイト                                                      |
| 2月25日        | SEASIDE WINTER FESTIVAL 2018 | 中野サンプラザ                                                        |
| 3月3日         | ANIMAX MUSIX 2018 OSAKA | 大阪城ホール                                                          |
| 4月7-8日       | THE IDOLM@STER CINDERELLA GIRLS Initial Mess@ge | TICC台北国際会議センター（台湾）                                      |
| 5月12日        | BanG Dream! 5th☆LIVE Day1「Poppin’Party HAPPY PARTY 2018!」                                                                                         | 幕張メッセ 国際展示場ホール                                           |
| 5月20日        | あどりぶグランプリ2018 | 中野サンプラザ                                                        |
| 7月7日         | V-STATION THE LIVE! Passion!! 2018 | 神戸ワールド記念ホール                                                |
| 7月21日        | BILIBILI MACRO LINK - Star Phase × Anisong World Matsuri 2018                                                                                       | 上海メルセデス・ベンツ アリーナ（中国）                               |
| 7月22日        | BILIBILI MACRO LINK 2018 | 上海メルセデス・ベンツ アリーナ（中国）                               |
| 8月8日         | コカ･コーラ SUMMER STATION 音楽LIVE | 六本木ヒルズアリーナ                                                  |
| 8月12日        | MOTTO ANISONG FESTIVAL 2018 | 広州中山紀念堂（中国）                                                |
| 8月24-25日     | Animelo Summer Live 2018 "OK!" | さいたまスーパーアリーナ                                              |
| 9月8-9日       | アイカツ！シリーズ 5thフェスティバル！！ | 幕張メッセ イベントホール                                             |
| 10月14日       | ウマ娘 プリティーダービー2nd EVENT「Sound Fanfare！」                                                                                               | 幕張メッセ イベントホール                                             |
| 11月3日        | てさぐれ！部活もの放送５周年ファンイベント | 千葉県文化会館 大ホール                                               |
| 11月10-11日    | THE IDOLM@STER CINDERELLA GIRLS 6thLIVE MERRY-GO-ROUNDOME!!! 埼玉公演                                                                               | メットライフドーム                                                    |
| 12月1-2日      | THE IDOLM@STER CINDERELLA GIRLS 6thLIVE MERRY-GO-ROUNDOME!!! 愛知公演                                                                               | ナゴヤドーム                                                          |
| 12月8日        | BanG Dream! 6th☆LIVE DAY2 Poppin’ Party「Let’s Go! Poppin’ Party!」                                                                                 | 両国国技館                                                            |
| 2019年         | |                                                                       |
| 1月19日        | ANIMAX MUSIX 2019 OSAKA supported by ひかりTV | 大阪城ホール                                                          |
| 2月3日         | SEASIDE WINTER FESTIVAL 2019 | 中野サンプラザ                                                        |
| 2月8日         | バンドリ！ラジオ祭り！ | パシフィコ横浜 国立大ホール                                           |
| 2月23日        | TOKYO MX presents BanG Dream! 7th☆LIVE DAY3:Poppin’Party「Jumpin' Music♪」                                                                          | 日本武道館                                                            |
| 3月31日        | Sakura Matsuri Anime Garden 2019 Anisong Concert | Gardens by the Bay（シンガポール）                                    |
| 4月14日        | あどりぶグランプリ2019 | 中野サンプラザ                                                        |
| 4月28日        | アニサマワールド in ニコニコ超会議2019 | 幕張メッセ 国際展示場ホール                                           |
| 5月18-19日     | Poppin’Party×SILENT SIREN 対バンライブ「NO GIRL NO CRY」                                                                                            | メットライフドーム                                                    |
| 6月22-23日     | 20th Anniversary Live ランティス祭り2019 A・R・I・G・A・T・O ANISONG                                                                                | 幕張メッセ 国際展示場ホール                                           |
| 7月21日        | BILIBILI MACRO LINK 2019 STAR PHASE | 上海メルセデス・ベンツ アリーナ（中国）                               |
| 7月28日        | SEASIDE SUMMER FESTIVAL 2019〜シーサイド大運動会〜                                                                                                  | 中野サンプラザ                                                        |
| 8月11日        | rockin'on presents ROCK IN JAPAN FESTIVAL 2019 | 国営ひたち海浜公園                                                    |
| 8月17日        | BEST FRIENDS！ スペシャルLIVE 〜Thanks⇄OK〜 | パシフィコ横浜 国立大ホール                                           |
| 8月30日-9月1日 | Animelo Summer Live 2019 -STORY- | さいたまスーパーアリーナ                                              |
| 9月5日         | Poppin'Party Fan Meeting Tour 2019! 名古屋公演「しゃちほこのように輝きたい」                                                                        | Zepp Nagoya                                                           |
| 9月8日         | Magia Day 2019 | TOKYO DOME CITY HALL                                                  |
| 9月14日        | Poppin'Party Fan Meeting Tour 2019! 福岡公演「麺のようにコシのあるバンドへ」                                                                        | Zepp Fukuoka                                                          |
| 10月3日        | Poppin'Party Fan Meeting Tour 2019! 東京公演「宇宙へドリーマーズGO!」                                                                               | Zepp DiverCity (TOKYO)                                                |
| 10月19日       | バンダイナムコエンターテインメントフェスティバル | 東京ドーム                                                            |
| 11月9-10日     | THE IDOLM@STER CINDERELLA GIRLS 7thLIVE TOUR Special 3chord♪ Funky Dancing!                                                                         | ナゴヤドーム                                                          |
| 11月23日       | ANIMAX MUSIX 2019 YOKOHAMA | 横浜アリーナ                                                          |
| 12月1日        | C3AFA SINGAPORE 2019 I LOVE ANISONG CONCERT | Suntec International Convention and Exhibition Centre（シンガポール） |
| 12月12日       | BanG Dream! 3rd Season 制作発表会 & BanG Dream! Xmas Party 2019                                                                                     | TOKYO DOME CITY HALL                                                  |
| 12月21日       | 成都·BILIBILI WORLD 2019 | 世紀城新国際会展中心（中国）                                          |
| 12月30日       | rockin’on presents COUNTDOWN JAPAN 19/20 | 幕張メッセ 国際展示場ホール                                           |
| 2020年         | |                                                                       |
| 2月15-16日     | THE IDOLM@STER CINDERELLA GIRLS 7thLIVE TOUR Special 3chord♪ Glowing Rock!                                                                          | 京セラドーム大阪                                                      |
| 8月23日        | BanG Dream! 8th☆LIVE 夏の野外3DAYS DAY3 Special Live 〜Summerly Tone♪〜                                                                             | 富士急ハイランド・コニファーフォレスト                                |
| 10月8-9日      | BanG Dream! 8th☆LIVE「Breakthrough!」 | 東京ガーデンシアター                                                  |
| 2021年         | |                                                                       |
| 1月30日        | ANIMAX MUSIX 2021 ONLINE supported by U-NEXT | 有明アリーナ                                                          |
| 2月13日        | オダイバ!!超次元音楽祭 -ヨコハマからハッピーバレンタインフェス2021-                                                                                 | ぴあアリーナMM                                                        |
| 2月23日        | Poppin'Party×Morfonica Friendship LIVE「Astral Harmony」                                                                                            | 横浜アリーナ                                                          |
| 5月1日         | Poppin’Party×SILENT SIREN 対バンライブ「NO GIRL NO CRY -Round 2-」                                                                                  | Zepp Tokyo                                                            |
| 5月5日         | rockin’on presents JAPAN JAM 2021 DAY4 | 千葉市蘇我スポーツ公園                                                |
| 6月20日        | EJ My Girl Festival 2021 | 舞浜アンフィシアター                                                  |
| 7月10日        | Bilibili Macro Link - Star Phase 2021 | 上海メルセデス・ベンツ アリーナ（中国）                               |
| 8月21-22日     | Bang Dream! 9th☆LIVE ｢The Beginning｣ | 富士急ハイランド・コニファーフォレスト                                |
| 8月27日        | Animelo Summer Live 2021 -COLORS- | さいたまスーパーアリーナ                                              |
| 8月29日        | ウマ娘 プリティーダービー 3rd EVENT WINNING DREAM STAGE                                                                                             | 東京ガーデンシアター                                                  |
| 10月10日       | へごまちころいぶきトーク | 昭和大学上條記念館 上條ホール                                         |
| 11月20日       | ANIMAX MUSIX 2021 YOKOHAMA | 横浜アリーナ                                                          |
| 11月27-28日    | THE IDOLM@STER CINDERELLA GIRLS 10th ANNIVERSARY M@GICAL WONDERLAND TOUR!!! Celebration Land                                                        | 幕張メッセ イベントホール                                             |
| 2022年         | |                                                                       |
| 1月10日        | バンドリ！ガールズニューイヤーパーティ！2022 1部 | 立川ステージガーデン                                                  |
| 2月11日        | THE PLAYLIST 歌FES 2021 〜Vol.1 HISTORY〜 | 中野サンプラザ                                                        |
| 3月5-6日       | ウマ娘 プリティーダービー 4th EVENT SPECIAL DREAMERS!! 東京公演                                                                                     | 武蔵野の森総合スポーツプラザ                                          |
| 4月2-3日       | THE IDOLM@STER CINDERELLA GIRLS 10th ANNIVERSARY M@GICAL WONDERLAND!!!                                                                              | ベルーナドーム                                                        |
| 5月5日         | ウマ娘 プリティーダービー 4th EVENT SPECIAL DREAMERS!! 横浜公演                                                                                     | ぴあアリーナMM                                                        |
| 5月15日        | バンダイナムコエンターテインメントフェスティバル2nd                                                                                                 | ZOZOマリンスタジアム                                                  |
| 5月29日        | swing,sing 1st Event「What A Wonderful Music World」                                                                                                | JZ Brat SOUND OF TOKYO                                                |
| 6月4日         | メ〜テレアニソンLIVE | 愛知県芸術劇場 大ホール                                               |
| 6月9日         | リスアニ！LIVE XR World vol.01 | XR World 特設STAGE                                                    |
| 6月12日        | 「結城友奈は勇者である」スペシャルイベント『満開祭り4』【夜の部】                                                                                   | 立川ステージガーデン                                                  |
| 6月19日        | こぜにかせぎ×のびにょき×へごまわし 3番組合同イベント うかれぽんち祭 2022                                                                            | 日本橋三井ホール                                                      |
| 7月2日         | きららファンタジア サマーフェスタ2022 | NEW PIER HALL                                                         |
| 7月30日        | バンドリ！ときめく夏祭り！2022 1部 | LINE CUBE SHIBUYA                                                     |
| 8月11日        | Hi☆Channel-music session-presents「あつまれ！はいちゃん」                                                                                           | ルネこだいら 大ホール                                                 |
| 8月27日        | Animelo Summer Live 2022 -Sparkle- | さいたまスーパーアリーナ                                              |
| 9月3-4日       | THE IDOLM@STER CINDERELLA GIRLS LIKE4LIVE #cg_ootd                                                                                                  | 日本ガイシホール                                                      |
| 9月17日        | ANISAMA SYMPHONIC NIGHT 2022 hosted by 京まふ＆Ani Love KYOTO                                                                                       | ロームシアター京都メインホール                                        |
| 9月24日        | BanG Dream! 10th☆LIVE DAY3: Poppin'Party「Hoppin’☆Poppin’☆Dreamin’!!」                                                                              | 有明アリーナ                                                          |
| 10月7日        | 長岡 米百俵フェス 〜花火と食と音楽と〜 2022 | 東山ファミリーランド                                                  |
| 10月31日       | 歌う！声優女子LIVE ゆるシェアルームへようこそ！ 〜渋谷公園通り〜 みんなでハロウィンパーティーしよう！                                               | LINE CUBE SHIBUYA                                                     |
| 11月12日       | BanG Dream! Special☆LIVE Girls Band Party! 2020→2022                                                                                                | ベルーナドーム                                                        |
| 11月13日       | BUSHIROAD 15th ANNIVERSARY LIVE | ベルーナドーム                                                        |
| 11月21日       | ANIMAX MUSIX 2022 Part 1 & Part 2 | 横浜アリーナ                                                          |
| 2023年         | |                                                                       |
| 2月4日         | BanG Dream! 11th☆LIVE DAY1 Poppin'Party×RAISE A SUILEN 「GALAXY to GALAXY」                                                                         | 有明アリーナ                                                          |
| 2月11日        | オダイバ!!超次元音楽祭 -ヨコハマからハッピーバレンタインフェス2023-                                                                                 | ぴあアリーナMM                                                        |
| 2月19日        | アイカツ！シリーズ 10th ANNIVERSARY アイカツ！ミュージックフェスタ FINAL                                                                            | 東京ガーデンシアター                                                  |
| 4月1日         | swing,sing 1st LIVE「It don't mean…」 | 軽井沢大賀ホール                                                      |
| 4月8日         | Aniera City Bash!! vol.2 DAY1 | 豊洲PIT                                                               |
| 7月15日        | ウマ娘 プリティーダービー 5th EVENT ARENA TOUR GO BEYOND -WISH- DAY1                                                                                | ぴあアリーナMM                                                        |
| 8月19日        | ANIMUSIX 2023 ANIREVO VANCOUVER'S ANISONG CONCERT                                                                                                   | Vancouver Convention Centre（カナダ）                                 |
| 8月25日        | Animelo Summer Live 2023 -AXEL- | さいたまスーパーアリーナ                                              |
| 9月9日         | THE IDOLM@STER CINDERELLA GIRLS Shout out Live!!! DAY1                                                                                              | 愛知県国際展示場                                                      |
| 9月16日        | ウマ娘 プリティーダービー 5th EVENT ARENA TOUR GO BEYOND -GAZE- DAY1                                                                                | ポートメッセなごや                                                    |
| 11月3日        | BanG Dream! 12th☆LIVE DAY1 : Poppin'Party「Welcome to Poppin'Land」                                                                                 | 東京ガーデンシアター                                                  |
| 11月18日       | ANIMAX MUSIX 2023 | 横浜アリーナ                                                          |
| 12月10日       | 異次元フェス アイドルマスター★♥ラブライブ!歌合戦 | 東京ドーム                                                            |
| 2024年         | |                                                                       |
| 3月22日        | ウマ娘 プリティーダービー 5th EVENT ARENA TOUR GO BEYOND -NEW GATE- DAY1                                                                            | 大阪城ホール                                                          |
| 3月30日        | Lemino presents ANIMAX MUSIX 2024 SPRING | 武蔵野の森総合スポーツプラザ                                          |
| 4月29日        | Poppin'Party×MyGO!!!!! 合同ライブ 「Divide/Unite」                                                                                                  | 横浜アリーナ                                                          |
| 5月4日         | AFA Indonesia 2024 Day2 I LOVE ANISONG | Jakarta Internationalen                                               |
| 8月11日        | としまビールフェス アニソンフェス DAY1/第2部 | 池袋西口公園野外劇場                                                  |
| 8月30日        | Animelo Summer Live 2024 -Stargazer- DAY1 | さいたまスーパーアリーナ                                              |
| 9月14-15日     | THE IDOLM@STER CINDERELLA GIRLS STARLIGHT FANTASY                                                                                                   | Kアリーナ横浜                                                         |
| 9月22日        | イナズマロック フェス 2024 [LIVE AREA / 雷神STAGE] 2日目                                                                                            | 滋賀県草津市烏丸半島芝生広場                                          |
| 10月14日       | Poppin'Party LIVE 2024「Poppin'Canvas 〜芸術の秋、音楽の秋！〜」                                                                                    | 河口湖ステラシアター                                                  |
| 11月16日       | ANISAMA WORLD 2024 in Shanghai | 久事体育館旗忠テニスセンター                                          |
| 11月23日       | Lemino presents ANIMAX MUSIX 2024 FALL | 横浜アリーナ                                                          |
| 2025年         | |                                                                       |
| 3月8-9日       | THE IDOLM@STER CINDERELLA GIRLS STARLIGHT STAGE 10th ANNIVERSARY TOUR Let’s AMUSEMENT!!! 大阪公演                                                   | 大阪城ホール                                                          |
| 7月12日        | リスアニ! LIVE 2025 ナツヤスミ | パシフィコ横浜 国立大ホール                                           |

### ゲスト出演
| 公演日           | タイトル                                                                  | 会場                      |
| ---------------- | ------------------------------------------------------------------------- | ------------------------- |
| 2013年4月13日    | HiBiKi Radio Station × THE IDOLM@STER 春のP祭り 〜アイマスタジオの部〜    | 日本青年館ホール          |
| 2013年7月7日     | THE IDOLM@STER 8th ANNIVERSARY HOP!STEP!!FESTIV@L!!! @NAGOYA              | Zepp Nagoya               |
| 2013年8月3日     | バンブーリサイタル〜ヒロシ40歳になる〜                                    | 新宿ANTIKNOCK             |
| 2013年9月21-22日 | THE IDOLM@STER 8th ANNIVERSARY HOP!STEP!!FESTIV@L!!! @MAKUHARI            | 幕張メッセ イベントホール |
| 2014年6月7日     | 緒方恵美 Birthday Live 2014 勝手にアニソン前夜祭！                        | テレビ朝日 多目的スペース |
| 2016年5月22日    | 洲崎西 presents 糸〜縦の糸はあや 横の糸はあすか〜                         | 中野サンプラザ            |
| 2017年4月9日     | あすかりんのこぜにかせぎリサイタル〜2017年春だよちゃりんちゃりん〜        | 有楽町よみうりホール      |
| 2018年5月20日    | 洲崎西じこけーはつセミナー2018 〜イライラをムラムラに変えていこうね〜     | 中野サンプラザ            |
| 2019年4月14日    | 洲崎西イベント2019 平成ざきにし合戦チョベリグ〜おてんばな前厄女と後厄女〜 | 中野サンプラザ            |

## 書籍

### メモリアルブック
- 大橋彩香 声優デビュー10周年メモリアルブック Sunflower（主婦の友インフォス、2022年8月4日発売、ISBN 978-4-07-451978-1）

### 写真集
- 大橋彩香 1st写真集「らしさ」（KADOKAWA、2023年9月13日発売、ISBN 978-4-04-897643-5）